# Список нагороджених орденом Леніна у 1939 році
Список із 1812 нагороджених орденом Леніна у 1939 році
(у тому числі 82 - одночасно вперше  які отримали звання</img> Герой Радянського Союзу</img> звання Герой Соціалістичної Праці ).
★ - нагороджені посмертно, ≠ - згодом позбавлені нагороди
Указами Президії Верховної Ради СРСР від:

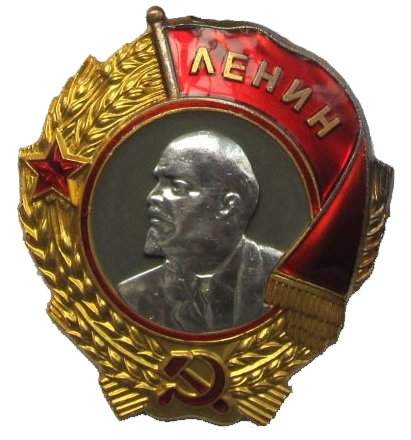
Орден Леніна третього типу (1936-1943)

## Січень

### 16 січня
- Про нагородження заводу №8 імені М.М. І. Калініна та працівників заводу

- « Зважаючи на виняткові заслуги перед країною у справі озброєння Робітничо-Селянської Червоної Армії, створення та освоєння нових зразків озброєння » нагороджені  :

- Завод №8 імені М.М. І. Калініна

1. Горемикін Петро Миколайович - начальник 3-го головного управління НКОП, колишній начальник цеху заводу № 8
2. Носовський Наум Еммануїлович - директор заводу
3. Каневський Борис Іванович - головний інженер
4. Логінов Михайло Миколайович - головний конструктор

### 17 січня
- Про нагородження працівників коксової промисловості

- За « найважливіші винахідницькі заслуги в коксової промисловості » нагороджені  :

1. Фрідлянд, Зінаїда Іллівна - старший інженер Головкокса НКТП
2. Ануров, Семен Андрійович - старший інженер Головкокс НКТП
3. Щеколдін, Микола Григорович - викладач Московського інституту господарників НКТП

- Про нагородження працівників «Підземгаз» НКТП

- За « наукову розробку методу підземної газифікації вугілля та успішне освоєння цього методу на Горлівській станції » нагороджено  :

1. Матвєєв Василь Андріанович - начальник Головгазу
2. Скафа Петро Володимирович – головний інженер Горлівської станції «Підземгаз»
3. Філіппов Дмитро Іванович – заступник головного інженера Горлівської станції «Підземгаз»

### 21 січня
- Про нагородження передовиків сільського господарства Узбецької РСР

- За " видатні успіхи в сільському господарстві і особливо за перевиконання плану з бавовни " нагороджені  :

- Абдуллаєв Джума
- Абдурахманов Абдуджабар
- Азізов Джаліл
- Ахмедов Джафар
- Ахунбабаєв Юлдаш
- Бакубаєв Маллябай
- Батирова Ільхон
- Гадаєв Ачіл
- Горобець Іван Григорович
- Джумбаєв Патта
- Ємцов Сергій Костянтинович
- Ірматов Нормат
- Кадирова Рахатою
- Колесников Федір Григорович
- Курбанов Маджид
- Мамадалимов Максуд Алі
- Махмудова Паша
- Мумінов Абдували
- Норматов Бегмат
- Нурматов Дехканбай
- Нурматов Джуракул
- Рабінів Курбан
- Саїдів Маджид
- Таджибаєв Алімджан
- Таджибаєв Таліб
- Ташбаєв Ахмеджан
- Тохтаходжаєв Хасан
- Трофімов Микола Павлович
- Трумова Урзія
- Туйчієв Мірза Кабул
- Тургунов Мавлян
- Турдиєв Халіл
- Халікєєв Курбанбай
- Хасанов Гулям
- Худайназарова Базар
- Юлдашев Мухамеджан
- Юсупов Усман
- Якубджанов Мухамеджан

### 31 січня
- Про нагородження радянських письменників

- За « видатні успіхи та досягнення у розвитку радянської художньої літератури » нагороджені  :

- Асеєв, Микола Миколайович
- Бажан, Микола Платонович
- Вірта, Микола Євгенович
- Гладков, Федір Васильович
- Дадіані, Шалва Миколайович
- Демірчян, Дереник Карапетович
- Катаєв, Валентин Петрович
- Колас, Якуб
- Корнійчук, Олександр Євдокимович
- Купала, Янка
- Маркіш, Перець Давидович
- Маршак, Самуїл Якович
- Михалков, Сергій Володимирович
- Павленко, Петро Андрійович
- Петров, Євген Петрович
- Погодин, Микола Федорович
- Твардовський, Олександр Трифонович
- Тихонов, Микола Семенович
- Тичина, Павло Григорович
- Фадєєв, Олександр Олександрович
- Шолохов, Михайло Олександрович

## Лютий

### 1 лютого
- Про нагородження Московської кіностудії - " Мосфільм "

- За « випуск видатних за своїми ідейно-художніми та технічними якостями кінофільмів » нагороджена  :

- Московська кіностудія "Мосфільм"

- Про нагородження працівників кінематографії, що особливо відзначилися.

- Нагороджені « особливо відзначилися працівники кінематографії »  :

- Ейзенштейн, С. М.
- Іванов, А. Г.
- Александров, Г. В.
- Черкасов, Н. К.
- Орлова, Л. П.

- Про нагородження військових частин та з'єднань Червоної Армії орденами СРСР

- За «доблесть і мужність, виявлені особовим складом під час виконання бойових завдань Уряду» нагороджені  :

- Дубровський, Василь Пилипович - головний інженер копальні
- Карпенко, Микола Іванович - начальник рудника
- Наумов, Петро Якимович - головний інженер копальні
- Павлов, Карп Олександрович — начальник Головного управління Дальбуду
- Прун, Олександр Григорович - головний інженер копальні
- Флоров, Василь Аркадійович - начальник Гірського Управління

### 5 лютого
- О присвоении звания Героя Советского Союза начальствующему составу Рабоче-Крестьянской Красной Армии.

- За «зразкове виконання бойових завдань Уряду та виявлене при цьому геройство» нагороджено  :
- Завод № 92

- Про нагородження Маршала Радянського Союзу тов. Будьонного С. М.

- За «видатні успіхи у сільському господарстві та перевиконання планів основних сільськогосподарських робіт, особливо з бавовни та тваринництва» нагороджені  :
- Колектив робітників, інженерів та керівних працівників будівництва другої черги Московського Метрополітену

- Про нагородження артистів та працівників Головного Управління державних цирків

- За «зразкове виконання бойових завдань Уряду та виявлену при цьому доблесть і мужність» нагороджені  :

- Борисенок, Григорій Васильович - інженер, начальник ділянки шахти № 55
- Востриков, Семен Іванович - бригадир-прохідник шахти № 52
- Грабуздова, Марія Олексіївна - прохідник шахти № 61
- Івашков, Кузьма Наумович - бригадир-прохідник шахти № 68
- Офіцеров, Іван Дмитрович - бригадир-прохідник шахти № 72
- Полунін, Іван Опанасович - бригадир-прохідник шахти № 52
- Румянцев, Олександр Олександрович - бригадир шахти № 79
- Трошин, Сергій Федорович - бригадир-прохідник шахти № 57
- Федорова, Тетяна Вікторівна — бригадир-чеканщик шахти № 55

### 7 лютого
- Про нагородження працівників заводу №172 ім. Молотова

- В ознаменування 20-ї річниці організації 1-ї Кінної Армії, «за бойові заслуги прн захисті Радянського Союзу і за успіхи в бойовій та політичній підготовці» нагороджена  :

- 14-а кавалерійська дивізія імені Пархоменка

- Барінов, Василь Йосипович — директор заводу
- Булашов, Олексій Миколайович — головний конструктор заводу
- Петров, Федір Федорович — начальник дослідного конструкторського бюро
- Щербаков, Олександр Єгорович — парторг ЦК ВКП(б) заводу

- Про нагородження орденами та медалями СРСР начальницького складу, червоноармійців Робітничо-Селянської Червоної Армії та прикордонної охорони, членів сімей начскладу та працівників госпіталів.

- У зв'язку з 20-річчям 1-ї Кінної Армії, за «виключні заслуги у справі організації 1-ї Кінної Армії» нагороджений  :

- Маршал Радянського Союзу Будьонний, Семен Михайлович

- Про нагородження передовиків сільського господарства Туркменської РСР

- За видатні заслуги у справі розвитку радянського циркового мистецтва та виховання кадрів радянських циркових артистів нагороджено  :

- Московський державний цирк

- Ангеліна, Надія Микитівна — трактористка жіночої тракторної бригади Старо-Бешівської МТС Сталінської області
- Архіпов, Іван Васильович — секретар Криворізького міськкому КП(б)У Дніпропетровської області
- Бабенко, Аммос Семенович — бригадир тракторної бригади Глинської МТС Кіровоградської області
- Баранівська, Олена Олександрівна — ланкова колгоспу імені Тельмана Ємельчанського району Житомирської області
- Бєнєв, Петро Григорович - директор Тираспольської МТС Молдавської АРСР
- Бербек, Акуліна Лук'янівна — ланкова колгоспу «Лучафер Рош» Тираспольського району Молдавської АРСР
- Бідненко, Ганна Федотівна — ланкова колгоспу імені Леніна, Бориспільського району Київської області
- Бовсунівська, Марія Данилівна — ланкова колгоспу «Перемога» Луганського району

Житомирської області
- Бондаренко, Наталія Ульянівна — доярка колгоспу імені Кагановича, Київського району Київської області
- Бондарчук, Петро Калістратович — ланковий колгосп імені Калініна, Баранівського району Житомирської області
- Борисов, Володимир Миколайович — заступник Наркомзему УРСР, колишній секретар Молдавського обкому КП(б)У
- Борн, Єлизавета Яківна — доярка колгоспу імені Петровського, Селидівського району Сталінської області
- Бублик, Юхим Федорович - чабан колгоспу «Червоний лан» Оржицького району Полтавської області
- Бурмістенко, Михайло Олексійович — другий секретар ЦК КП(б)У
- Бутенко, Григорій Прокопович — голова Харківського облвиконкому
- Бутенко, Ксенія Антонівна — доярка племгоспу «Розівка» Нижньо-Васильівського району Запорізької області
- Бочаров, Аристарх Опанасович - бригадир тракторної бригади Волнухінської МТС Ворошиловградської області
- Висовень, Іван Васильович - старший конюх колгоспу імені НКВС, Згурівського району Полтавської області
- Величко, Іван Федорович — комбайнер Чумаківської МТС Дніпропетровської області; наразі заступник голови Томаківського райвиконкому
- Власов, Олександр Йосипович — секретар Кам'янець-Подільського обкому КП(б)У
- Волощук, Дар'я Андріївна — ланкова колгоспу імені Ворошилова Ємельчанського району Житомирської області
- Гаврилюк, Аврам Титович — тракторист Буцького бурякорадгоспу, Київської області
- Галаган, Яків Микитович — секретар Генічеського райкому КП(б)У Запорізької області
- Гарматюк-Геращенко, Ганна Тихонівна — доярка радгоспу «Червоний партизан» Харківської області
- Герасименко, Іван Захарович - тракторист Озерянської МТС Київської області
- Гета, Гордій Іларіонович — бригадир полеводчої бригади Згурівського бурякорадгоспу Полтавської області
- Гнатенко, Платон Іванович - завідувач птахоферми колгоспу «2 п'ятирічка» Мілівського району Ворошиловградської області
- Гниленко, Микола Іванович — комбайнер Малаєської МТС Молдавської АРСР
- Голяк, Акуліна Микитівна — ланкова колгоспу «Червоний шлях» Ємельчанського району Житомирської області
- Грабован, Данило Дмитрович — бригадир поліводницької бригади колгоспу «8 березня» Балтського району Молдавської АРСР
- Гречуха, Михайло Сергійович — секретар Житомирського обкому КП(б)У
- Губський, Ілля Степанович - свинар колгоспу «Перемога» Валківського району Харківської області
- Давиденко, Софія Михайлівна — доярка колгоспу імені Кагановича Київського району Київської області
- Дідківська, Галина Іванівна — ланкова колгоспу імені Сталіна, Черняховського району Житомирської області
- Денешко, Агрипіна Михайлівна — ланкова колгоспу імені Карла Маркса Ємельчанського району Житомирської області
- Діденко, Сергій Іванович - тракторист Кобеляцької МТС Полтавської області
- Дехтяренко, Олексій Дмитрович — бригадир тракторної бригади МТС імені Кагановича Одеської області
- Диренько, Тимофій Акимович — старший конюх колгоспу «Червоний орач» Печенізького району Харківської області
- Довгий, Дмитро Федорович - завідувач хатою-лабораторією колгоспу імені Молотова Херсонського району Миколаївської області
- Драцько, Уліта Семенівна — доярка колгоспу «Зоря комунізму» Гельмязівського району Полтавської області
- Дробний, Володимире Івановичу — голова колгоспу імені Леніна Чемировецького району Кам'янець-Подільської області
- Жуковець, Ганна Харитонівна — ланкова колгоспу імені Будьонного Володарськ-Волинського району Житомирської області
- Засядьвівк, Андрій Юхимович - шофер Одеської автобази «Радгосптрансу»
- Забога, Ганна Василівна — доярка колгоспу імені Ворошилова, Нікопольського району Дніпропетровської області
- Задіонченко, Семен Борисович — секретар Дніпропетровського обкому КП(б)У
- Кальченко, Никифор Тимофійович — голова Одеського облвиконкому
- Караваєв, Костянтин Семенович — голова Дніпропетровського облвиконкому
- Квасов, Михайло Єгорович — секретар Ворошиловградського обкому КП(б)У
- Ківа, Василь Кузьмич — бригадир тракторної бригади Беспальчевської МТС Полтавської області
- Ківа, Іван Кузьмич — тракторист Безпальчевецької МТС Полтавської області
- Калашніков, Йосип Архипович — секретар Ірклеївського райкому КП(б)У Полтавської області
- Крипак, Михайло Павлович - комбайнер Радіонівської МТС Полтавської області
- Катюшина, Уляна Пилипівна — ланкова колгоспу «Нове господарство» Словечанського району Житомирської області
- Котвицька, Матрена Михайлівна — ланкова колгоспу «Червоний шлях» Ємельчанського району Житомирської області
- Кобзін, Юхим Никифорович — виконувач обов'язків голови Київського облвиконкому
- Козирєв, Микола Володимирович — голова оргкомітету Президії Верховної Ради УРСР по Кам'янець-Подільській області
- Колибанов, Анатолій Георгійович — секретар Одеського обкому КП(б)У
- Константинов, Тихон Антонович — голова Президії Верховної Ради Молдавської АРСР
- Корнієць, Леонід Романович — голова Президії Верховної Ради УРСР
- Коротченко, Дем'ян Сергійович — голова Раднаркому УРСР
- Костюченко, Сергій Пилипович — голова Чернігівського облвиконкому
- Котлярчук, Агафія Василівна — колгоспниця-сортирувальника льону в колгоспі «Червона зiрка» Народицького району Житомирської області
- Карась, Іван Олексійович - бригадир тракторної бригади Черкаської МТС Київської області
- Коломієць, Дем'ян Іванович — бригадир тракторної бригади Черкаської МТС Київської області
- Комар, Марія Семенівна — свинарка колгоспу імені 8 березня Володарського району Київської області
- Клишавчук, Василь Петрович — бригадир польської бригади колгоспу «Політвідділець» Піщанського району Молдавської АРСР
- Кучеренко, Василь Петрович - тракторист Тираспольської МТС Молдавської АРСР
- Клименко, Федір Микитович — голова колгоспу імені Сталіна Генічеського району Запорізької області
- Коваль, Микола Сергійович - городник колгоспу імені Ілліча Запорізького району Запорізької області
- Кравець, Марфа Іллівна — ланкова колгоспу імені XIII-річчя Жовтня, Грушківського району Одеської області
- Кримський, Володимир Якович — бригадир тракторної бригади МТС імені Кагановича, Одеської області
- Колбасюк, Андрій Микитович — директор Оринінської МТС Кам'янець-Подільської області; наразі працює секретарем Ярмолинецького райкому КП(б)У
- Коржов, Степан Кіндратович — свинар колгоспу «Червоний схід» Ольховатського району Харківської області
- Коралов, Валерій Микитович — агроном-винахідник, який сконструював вузькорядну зернову сівалку та посівний комбайн
- Корчак, Василь Федорович - комбайнер Березнегуватської МТС Миколаївської області
- Кургуз, Олексій Опанасович - комбайнер Софіївської МТС Миколаївської області
- Кірпалов, Яків Васильович - чабан-бригадир радгоспу «Червоний чабан» Миколаївської області
- Ковтун, Іван Григорович - бригадир тракторної бригади Незабудинської МТС Дніпропетровської області
- Коваленко, А. І. — доярка колгоспу імені Ворошилова, Верхньо-Тарасовської сільради, Ворошиловградської області
- Колупаєв, Прокофій Максимович - бригадир польівницької бригади колгоспу «Ударник» Покровського району Ворошиловградської області
- Курка, Іван Варламович — тракторист Теплицької МТС Вінницької області
- Лазаренко, Надія Іванівна — ланкова колгоспу «Червоний жовтень» Народицького району Житомирської області
- Левченко, Андрій Федорович — голова колгоспу «Наша перемога» Царичанського району Дніпропетровської області
- Леженко, Данило Дмитрович — голова оргкомітету Президії Верховної Ради УРСР по Запорізькій області
- Лимар, Петро Денисович — секретар райкому КП(б)У району імені Петровського Київської області
- Любавін, Петро Митрофанович — секретар Сталінського обкому КП(б)У
- Маковийчук, Дем'ян Федотович — тракторист Грушківської МТС Одеської області
- Маляров, Андрій Семенович — комбайнер МТС імені Шевченка, Одеської області
- Мурза, Іван Пилипович — нарком землеробства УРСР
- Мишоловка, Карп Федотович — тракторист МТС імені Кагановича, Одеської області
- Максимчук, Марія Федорівна — свинарка колгоспу «Жовтень» Тальнівського району Київської області
- Маляр, Євфросинія Олексіївна — ланкова колгоспу імені Петровського, Димерського району Київської області
- Марков, Василь Сергійович — другий секретар Полтавського обкому КП(б)У
- Мартиненко, Іван Михайлович — голова оргкомітету Президії Верховної Ради УРСР по Полтавській області
- Миргородченко, Федір Дмитрович - комбайнер Ново-Миргородської МТС Кіровоградської області
- Мороз, Віра Іванівна — ланкова колгоспу «Пам'ять Ілліча» Скадовського району Миколаївської області
- Мазур, Андрій Васильович — секретар Привільнянського райкому КП(б)У Миколаївській області
- Матюшин, Федір Семенович — секретар Оргбюро ЦК КП(б)У по Запорізькій області
- Майборода, Іван Павлович - начальник облЗУ Полтавської області
- Мельников, Олексій Миколайович — секретар Молдавського обкому КП(б)У
- Мірошник, Олександр Акимович — секретар Оргбюро ЦК КП(б)У по Кіровоградській області
- Міщенко, Гавриїл Корнійович — секретар Вінницького обкому КП(б)У
- Мацюк, Ганна Ісааківна — ланкова колгоспу імені Калініна, Погребищенського району Вінницької області
- Мельник, Кирило Григорович — колгоспник артілі «Червоний передовик» Копайгородського району Вінницької області
- Міщенко, Тетяна Іванівна — доярка колгоспу імені Шевченка Мало-Девицького району Чернігівської області
- Мороз, Роман Григорович - тракторист Авдіївської МТС Чернігівської області
- Ніколенко, Олексій Денисович - комбайнер Лозоватської МТС Кіровоградської області
- Озерний, Марк Євстафійович — ланковий колгоспу «Червоний партизан» Верхньо-Дніпровського району Дніпропетровської області
- Онопрієнко, Максим Федорович — завідувач молочної племінної ферми колгоспу імені Сталіна Штепівського району Сумської області
- Полювання, Сава Дмитрович — ланковий колгосп «Червоний передовик» Копайгородського району Вінницької області
- Пальоха, Сергій Наумович — секретар Черкаського РК КП(б)У, Київської області
- Погоріла, Пелагея Яківна — ланкова колгоспу «Зоря комунізму» Лубенського району Полтавської області
- Приходько, Василь Захарович - бригадир тракторної бригади МТС імені Шевченка Одеської області
- Петенко, Уляна Степанівна — доярка племрадгоспу «Тростянець» Чернігівської області
- Припутень, Савелій Мойсейович - тракторист Аджамської МТС Кіровоградської області
- Проволоцька, Софія Федотівна - ланкова радгоспу імені Микояна, Кіровоградської області; «нині інструктор стаханівських методів роботи Одеського Сахсвеклотресту»
- Притуляк, Петро Іванович — конюх колгоспу імені Шевченка Ново-Архангельського району Кіровоградської області
- Петриченко, Олена Іванівна — ланкова Денгофівського бурякорадгоспу, Київської області
- Пилипенка, Марія Феоктистівна — ланкова колгоспу «Червона Україна» Лозівського району Харківської області
- Петрова, Віра Іванівна — доярка колгоспу імені Кірова, Запорізького району Запорізької області
- Рибалочка, Марія Мойсіївна — ланкова колгоспу імені Шевченка, Березнянського району Чернігівської області
- Рижик, Степан Карпович — тракторист Добровеличківської МТС Кіровоградської області
- Рильська, Харитона Фоминична — доярка колгоспу імені Леніна Вовчанського району Харківської області
- Сезоненко, Наталія Єгорівна — ланкова колгоспу імені Куйбишева, Лубенського району Полтавської області
- Скоморохов, Тимофій Лук'янович — секретар Шполянського РК КП(б)У Київській області
- Синек, Семен Михайлович — льонотеребильник Куликівської МТС Чернігівської області[11]
- Ситник, Олександр Федорович — секретар Олександрівського райкому КП(б)У Кіровоградській області
- Сівак, Дмитро Маркович - свинар колгоспу імені Шевченка Жовтневого району Одеської області
- Сочеслов, Михайло Ілліч — голова колгоспу імені Жовтневої революції Одеського Приміського району Одеської області
- Соловйов, Гурій Купріянович - директор Глікстальської МТС Молдавської АРСР
- Соколів, Семен Макарович - начальник облЗУ Київської області
- Старченко, Василь Федорович — заступник голова Раднаркому УРСР
- Стрішний, Георгій Єрмолаєвич — голова Раднаркому Молдавської АРСР
- Силенко, Іларіон Ілліч — бригадир тракторної бригади Добровеличківської МТС Кіровоградської області
- Солод, Тетяна Олексіївна — колгоспниця артілі імені Петровського, Ємельчанського району Житомирської області
- Співак, Мойсей Семенович — завідувач ОРПО ЦК КП(б)У, колишній третій секретар Київського обкому КП(б)У
- Стельмах, Іван Михайлович - бригадир тракторної бригади Корнінської МТС Житомирської області
- Совяк, Параска Андріївна — ланкова колгоспу імені Котовського Кам'янець-Подільського району Кам'янець-Подільської області
- Солошенко, Антон Ілліч — секретар Ново-Ушицького райкому КП(б)У Кам'янець-Подільської області
- Січна, Ганна Лаврентіївна — доярка колгоспу «Іскра» Сергівський район Ворошиловградської області
- Серобаба, Василь Тихонович - завідувач молочно-товарної ферми колгоспу «Вiрний шлях» Штепівського району Сумської області
- Табачек, Трохим Антонович - тракторист Бахмацької МТС Чернігівської області
- Ткач, Яків Микитович — секретар Оргбюро ЦК КП(б)У по Сумській області
- Таценко, Петро Ілліч — завідувач Культпросвітвідділу ЦК КП(б)У, колишній секретар Ново-Миколаївського РК КП(б)У Запорізької області
- Терещенко, Григорій Герасимович — голова колгоспу імені «105» Харківського району Харківської області
- Усевич, Надія Никонорівна — трактористка Звенигородської МТС Київської області
- Фетисенко, Григорій Андрійович — бригадир польської бригади колгоспу «Жовтень» Нижньо-Сіверського району Чернігівської області
- Філоненко, Єфросинья Микитівна — свинарка колгоспу імені XIV Жовтня, Срібнянського району Чернігівської області
- Федоряк, Параска Авксентіївна — доярка Рудянського бурякорадгоспу, Київської області
- Федоров, Олексій Федорович — секретар Чернігівського обкому КП(б)У
- Федорченко, Андрій Олексійович - бригадир тракторної бригади Сумської МТС Сумської області
- Філіппов, Іван Маркелович — голова Оргкомітету Президії Верховної Ради УРСР по Миколаївській області
- Фролков, Олексій Андрійович — секретар Харківського обкому КП(б)У
- Худолій, Марта Савична — ланкова колгоспу імені Петровського Радомизького району Житомирської області
- Хоменко, Назар Антонович - завідувач вівцефермою колгоспу імені XVII з'їзду ВКП(б) Покрово-Багачанського району Полтавської області
- Хомченко, Мирон Давидович - чабан колгоспу імені XII партз'їзду, Єланецького району Миколаївської області
- Ходков, Василь Васильович - бригадир тракторної бригади Нижньо-Воскресенської МТС Миколаївської області
- Халаїм, Софія Максимівна — ланкова колгоспу імені Кагановича Васильківського району Київської області
- Хорошило, Петро Федорович - тракторист Петропавлівської МТС Дніпропетровської області
- Хобот, Іван Тимофійович — дояр колгоспу «Червона зоря» Лебединського району Сумської області[12]
- Цихоцький, Юрія Михайлович - тракторист Доманівської МТС Одеської області
- Цебко, Уляна Романівна — свинарка колгоспу імені XIV партз'їзду, Бахмацького району Чернігівської області
- Чипенко, Василь Якович — ланковий колгосп імені Єжова Ірклеївського району Полтавської області
- Чернецький, Гаврило Євстафійович — комбайнер Мечетнянської МТС Одеської області
- Чернієнко, Єлізар Петрович — тракторист Катеринопільської МТС Київської області
- Чернявський, Корній Степанович - свинар колгоспу імені Ворошилова Сніжнянського району Сталінської області
- Черненко, Степаніда Абрамівна — доярка племрадгоспу «Аккермень» Мелітопольського району Запорізької області
- Штерн, Юхим Борисович — директор Української науково-випробувальної рисової станції Вознесенського району Одеської області, під керівництвом якого виведено новий сорт рису № 2586
- Шарпінський, Іван Петрович - комбайнер Ново-Миргородської МТС Кіровоградської області
- Шуляренко, Єфімія Ігнатівна — ланкова колгоспу «Червоний Жовтень» Народицького району Житомирської області
- Шульга, Петро Прокопович — старший конюх колгоспу «Комінтерн» Лиманського району Сталінської області
- Шафір, Йосип Абрамович — ланковий колгосп імені Сталіна, Солобковецького району Кам'янець-Подільської області
- Шпильовий, Петро Іванович — голова Сталінського облвиконкому
- Шевцова, Матрена Андріївна — доярка Дніпропетровського зернорадгоспу, Дніпропетровської області
- Шевченко, Михайло Євгенович — голова оргкомітету Президії Верховної Ради УРСР по Ворошиловградській області
- Щербіна, Ксенія Павлівна — доярка колгоспу імені Сталіна Штепівського району Сумської області
- Ерік, Йосип Йосипович - комбайнер Яновської МТС Одеської області
- Юр'єв, Василь Якович — селекціонер Харківської обласної державної селекційної станції, доктор сільськогосподарських наук; з 1918 по 1938 рік вивів 13 нових сортів зернових культур[13]

### 8 лютого
- Про нагородження працівників заводу «Червоне Сормово»

- Про нагородження працівників заводу «Більшовик»За «видатні заслуги у справі розвитку радянського мистецтва», у зв'язку з 20-річчям радянського цирку нагороджено  :

1. Дуров-Шевченко Володимир Григорович - артист державних цирків
2. Ташкенбаєв Єгамберди – заслужений артист Узбецької РСР
3. Едер Борис Опанасович - заслужений артист РРФСР

- Про нагородження працівників заводу «Більшовик»

- У зв'язку з 90-річним ювілеєм з дня заснування заводу НКСП «Червоне Сормово» у м. Горькому, «за безперервну і багаторічну зразкову роботу на виробництві» нагороджені  :

1. Бояркін, Василь Іванович - бригадир цеху № 4
2. Боков, Михайло Григорович - майстер цеху № 1
3. Калмиков, Олександр Павлович – перший ініціатор стаханівського руху на заводі, майстер цеху № 24

- Гонор, Лев Робертович — головний інженер заводу
- Іванов, Ілля Іванович — головний конструктор заводу
- Поваляєв, Микола Петрович - слюсар-лікальник
- Рябіков, Василь Михайлович — секретар парткому
- Устинов, Дмитро Федорович — директор заводу
- Щучкін, Данило Петрович - сталевар

### 10 лютого
- Про нагородження працівників заводу «Червоне Сормово»

- За «видатні успіхи щодо забезпечення Червоного Повітряного Флоту військовою технікою» нагороджені наступні працівники орденоносного заводу № 22  :

- Алексєєв, Іван Сергійович - старший майстер цеху № 3
- Кашаєв, Михайло Максимович - фрезерувальник цеху № 2
- Кузнєцов, Олександр Іванович — парторг ЦК ВКП(б)
- Лебедєв, Семен Іванович - слюсар цеху № 1
- Окулов, Василь Андрійович — директор заводу

- Про нагородження працівників заводу №95

- За заслуги у справі освоєння та забезпечення матеріалами оборонної промисловості нагороджені наступні працівники  :

1. Виштинецький, Ісай Соломонович - директор заводу
2. Окунєв, Іван Васильович - секретар парткому

### 12 лютого
- Про нагородження орденами СРСР Московського та Леніградського державних цирків

- У зв'язку з двадцятиріччям від дня створення Гірської Академії – нині Московського Гірничого інституту імені І.В. Сталін, та інститутів: Нафтового, Геолого-розвідувального, Торф'яного, Кольорових металів та золота та інституту Сталі, що виросли на базі Московської Гірської Академії, за «довгорічну чесну роботу з вирощування та виховання технічних, кадрів для промисловості» нагороджений  :

- Іллічов, Олександр Семенович - професор, член-кореспондент Академії Наук СРСР

### 13 лютого
- Про нагородження будівельників Великого Ферганського каналу імені тов. І. Ст. Сталіна

- За «видатні успіхи у сільському господарстві та перевиконання планів основних сільськогосподарських робіт, особливо з бавовни та тваринництва» нагороджені  :

- Абрамова, Наталія Венедиктівна - ланкова колгоспу ім. Кагановича Курівського району, ініціатор обласного змагання за високі врожаї картоплі
- Буданова, Матрена Спиридонівна — доярка радгоспу «Назар'єво» Звенигородського району
- Букотіна, Ганна Харитонівна — доярка колгоспу ім. Тельмана Раменського району
- Вавохіна, Євдокія Григорівна – ініціатор стаханівського руху доярок, завідувачка МТФ колгоспу ім. Тельмана Раменського району
- Ведьохіна, Параска Семенівна — свинарка колгоспу «Червоний орач» Міхнівського району
- Єгоров, Іван Степанович — голова колгоспу «Перемога» Дмитрівського району
- Жуков, Іван Григорович - бригадир тракторної бригади Ульянінської МТС Бронницького району
- Кащеєв, Сергій Васильович — голова колгоспу «Полум'я» Раменського району
- Карпов, Федір Андрійович — директор радгоспу «Більшовик» Серпухівського району
- Кириченко, Ганна Петрівна — доярка племгоспу «Лікаво-Гірки» Луховицького району
- Комарова, Катерина Феоктистівна — льонотеребильник Осташевської МТС Волоколамського району
- Кучеренко, Ольга Миколаївна — доярка колгоспу «Шлях до комунізму» Раменського району
- Кулешова, Олександра Олександрівна - доярка МТФ колгоспу ім. Будьонного Луховицького району
- Куфтіна, Параска Петрівна — ланкова по льону колгоспу села Лебзине, Талдомського району
- Кудряшов, Максим Васильович - дільничний агроном Дмитрівського району
- Мільйонков, Микола Олексійович - бригадир колгоспу ім. Будьонного Ухтомського району
- Нартова, Катерина Дмитрівна — доярка колгоспу «Червона зоря» Луховицького району, ініціатор стаханівського руху доярок
- Пальцев, Георгій Миколайович — секретар Раменського райкому ВКП(б), «нині голова Мособлвиконкому»
- Петровський, Олександр Петрович — секретар Луховицького райкому ВКП(б)
- Поздняков, Іван Олександрович — голова колгоспу ім. Сталіна Луховицького району
- Сотников, Микола Іванович - бригадир тракторної бригади Каширської МТС
- Хренкіна, Марія Павлівна - телятниця колгоспу ім. Будьонної Городнянської сільради Луховицького району

### 15 лютого
- О присвоении звания Героя Советского Союза начальствующему составу Рабоче-Крестьянской Красной Армии.

- У зв'язку з 75-річчям від дня народження, відзначаючи «величезну плідну наукову діяльність» у галузі вітчизняного кораблебудування», нагороджені  :

- академік Крилов, Олексій Миколайович

- Про нагородження орденами та медалями СРСР начальницького складу, червоноармійців Робітничо-Селянської Червоної Армії та прикордонної охорони, членів сімей начскладу та працівників госпіталів.

- За «видатні успіхи в сільському господарстві, особливо в галузі розвитку тваринництва, та перевиконання плану щодо зерна» нагороджені  :

- Аюпов, Садик — бригадир тракторної бригади Новотроїцької МТС Алма-Атинської області
- Андронов, Іван Федорович - тракторист Федорівського зернорадгоспу Федорівського району Кустанайської області
- Байкут, Артем Невменович - комбайнер Карачеганської МТС Західно-Казахстанської області
- Бутенко, Григорій Нестерович — голова колгоспу «12 років Жовтня» Червоноармійського району Північно-Казахстанської області
- Бондаренко, Юхим Петрович — секретар Червоноармійського райкому КП(б)До Північно-Казахстанської області
- Бєлгужаєв, Нагізбек — тракторист Узунагацької МТС Джамбулського району Алма-Атинської області
- Гавриленко, Віктор Григорович - тракторист Микільської МТС Східно-Казахстанської області
- Джумантаєв, Сагиндик - колгоспник-досвідник колгоспу «Майюдатал» Туркестанського району Південно-Казахстанської області
- Єрдинбеків, Кужа — тракторист Тансикської МТС Аягузького району Алма-Атинської області
- Жантибаєв, Малий — голова колгоспу «Алгабас» Келеського району Південно-Казахстанської області
- Жаворонков, Андрій Якович — директор МТС імені Сталіна Макінського району Північно-Казахстанської області
- Затько, Петро Васильович - шофер колгоспу «Більшовик» Цюрупинського району Павлодарської області
- Казакпаєв, Абдисамат — голова Президії Верховної Ради Казахської РСР
- Коток, Гаврило Северианович - комбайнер Щербатинської МТС Цюрупинського району Павлодарської області
- Керембаєва, Кербез — голова колгоспу «Єрназар» Каратальського району Алма-Атинської області
- Каїрбекова, Катіш — ланкова колгоспу «Кзил-Ту» Ілійського району Алма-Атинської області
- Махмутов, Абдулла - тракторист Чимкентської МТС Південно-Казахстанської області
- Мальков, Василь Семенович — бригадир колгоспу «12-ї річниці Жовтня» Щучинського району Північно-Казахстанської області
- Петров, Трохим Григорович - тракторист Самарської МТС Східно-Казахстанської області
- Скворцов, Микола Олександрович - секретар ЦК КП(б)К.
- Садиков, Асилбек — тракторист Березівської МТС Східно-Казахстанської області
- Титарбекова, Наужан — ланкова колгоспу «Кукузек» Свердловського району Південно-Казахстанської області, інструктор стаханівських методів праці
- Ундасинів, Нуртас — голова Ради Народних комісарів Казахської РСР
- Федорів, Іван Іванович — тракторист Федорівського зернорадгоспу Федорівського району Кустанайської області
- Шульгін, Іван Леонтійович — директор зернорадгоспу імені Кірова Бейнеткорського району Північно-Казахстанської області

- </img> Про присвоєння товаришу Йосипу Віссаріоновичу Сталіну звання Героя Соціалістичної Праці

- За «перевиконання плану видобутку вугілля, організацію стаханівської роботи, високі показники циклічності та хорошу підготовку фронту робіт» нагороджено колективи робітників, інженерно-технічних, працівників та службовців наступних шахт  :

1. Шахти №18 ім. Сталіна тресту «Сніжнянантрацит» комбінату «Сталінвугілля»
2. Шахти «Олександр-Захід» тресту «Артемвугілля» комбінату «Сталінвугілля»
3. Шахти № 9 тресту «Сніжнянантрацит» комбінату «Сталінвугілля»

- Про нагородження Узбецької Радянської Соціалістичної Республіки орденом Леніна

- За «зразкову стахановську роботу, перевиконання плану та успішне освоєння нових машин» нагороджений  :

- колектив робітників, господарських та пнженерно-технічних працівників заводу «Світло шахтаря»

- Про нагородження працівників вугільної промисловості

- За «видатні успіхи у справі підйому вугільної промисловості» нагороджені  :

а) по «Сталінуглю» (Донбас)
- Гордієнко, Микола Іванович — керуючий трестом «Артемвугілля»
- Застава, Семен Андрійович — завідувач шахти «Капітальна» треста «Макіїввугілля»
- Засядька, Олександре Федоровичу — завідувач і головний інженер шахти № 10 тресту «Сніжнянантрацит»
- Завалишин, Микола Павлович — колишній завідувач шахти № 9 тресту «Сніжнянантрацит», нині керуючий трестом «Сніжнянантрацит»
- Калмиков, Михайло Давидович - наваловідбійник шахти ім. Орджонікідзе тресту «Макіїввугілля»
- Карпов, Микола Борисович — колишній керуючий трестом «Сталінвугілля», нині головний інженер комбінату «Сталінвугілля»
- Корнієнко, Віктор Павлович — начальник дільниці шахти № 1 ім. Челюскінців тресту «Сталінвугілля»
- Кретов, Микола Трохимович - машиніст врубової машини шахти ім. Сталіна тресту «Сніжнянантраніт»
- Крячек, Іван Васильович — колишній головний інженер шахти ім. Калініна тресту «Артемвугілля», нині головний інженер тресту «Артемвугілля»
- Лежепіков, Михайло Петрович — забійник шахти «Кочегарка» тресту «Артемвугілля»
- Мартиненко, Михайло Федорович — кріпильник шахти № 11/12 тресту «Дзержинськвугілля»
- Москвіна, Єлизавета Петрівна — завідувач механічних майстерень тресту «Чистяковантрацит»
- Пастернак, Дмитро Ілліч — начальник ділянки шахти № 17/17-біс тресту «Сталінвугілля»
- Рєзніков, Никифор Петрович — колишній завідувач шахти ім. Орджонікідзе тресту «Макіїввугілля», який нині керує трестом «Буденноввугілля»
- Россочинський, Іван Якович — керуючий трестом «Макіїввугілля»
- Соловйов, Іван Миколайович - кріпильник шахти ім. Артема тресту «Дзержинськвугілля»
- Скорбик, Микола Іванович — навалопереносник шахти № 10 тресту «Сніжнянантрацит»
- Тютюников, Ілля Матвійович — керуючий трестом «Орджонікідзевугілля»
- Чудін, Тимофій Прохорович — завідувач шахти № 5/6 ім. Димитрова тресту «Червоноармійськвугілля»
- Шашацький, Іван Опанасович — завідувач шахти «Кочегарка» тресту «Артемвугілля»
- Щербаков, Олександр Сергійович — колишній секретар Сталінського обкому, нині секретар Московського обкому

- За «доблесть і мужність, виявлені особовим складом під час виконання бойових завдань Уряду» нагороджені  :

- Бахмутський, Олексій Іванович — головний механік тресту «Первомайськвугілля», винахідник комбайна
- Гвоздирків, Микола Георгійович — завідувач шахти № 22/6 тресту «Кировугілля»
- Дубинський, Павло Юхимович — машиніст врубмашини шахти № 22-53 тресту «Боковантрацит»
- Корнєєв, Василь Григорович - забійник шахти ім. Сталіна тресту «Серговугілля»
- Матюшев, Петро Петрович - інструктор стахановських методів роботи тресту «Краснодонвугілля»
- Піддуєв, Семен Петрович — керуючий трестом «Ворошиловвугілля» (колишній завідувач шахти № 5 «Сталінвугілля»).
- Холодков, Михайло Іванович - кріпильник шахти ім. Сталіна тресту «Серговугілля»
- Шахов, Григорій Іванович - начальник ділянки шахти ім. Сталіна тресту «Серговугілля»
- Шевченко, Василь Данилович – начальник ділянки шахти імені Сталіна тресту «Серговугілля»
- Юхман, Іван Артемович — керуючий трестом «Донбассантрацит»

- За «зразкове виконання бойових завдань Уряду та виявлене при цьому геройство» нагороджено  :

- Березньов, Петро Олексійович — начальник ділянки шахти «Вуглець» тресту «Несвітайантрацит»
- Ваденко, Павло Павлович - кріпильник шахти ім. Артема тресту «Шахтантрацит»
- Добрянський, Антон Миколайович — завідувач шахти ім. Пролетарської диктатури тресту «Шахтантрацит»
- Жученко, Михайло Андрійович — колишній завідувач шахти «10 років ЗІ», нині керуючий трестом «Шахтантрацит»
- Мітюшкін, Олександр Іванович — головний інженер шахти «10 років ЗІ» тресту «Шахтантрацит»
- Поченков, Кіндрат Іванович — керуючий трестом «Несвітайантрацит»
- Спіцин, Георгій Георгійович — начальник комбінату «Ростоввугілля»

- За «зразкове виконання бойових завдань Уряду та виявлену при цьому доблесть і мужність» нагороджені  :

- Осадчий, Костянтин Федорович - забійник шахти ім. Кірова тресту «Ленінвугілля»
- Печенів, Дорофій Ілліч - начальник дільниці № 15 шахти ім. Сталіна тресту «Сталінвугілля»
- Сакірник, Роман Парфентійович - бригадир прохідницької бригади шахти ім. Ворошилова тресту «Прокоп'євськвугілля»
- Свиридов, Сергій Іванович - машиніст врубової машини шахти ім. Кірова тресту «Ленінвугілля»

- В ознаменування 20-ї річниці організації 1-ї Кінної Армії, «за бойові заслуги прн захисті Радянського Союзу і за успіхи в бойовій та політичній підготовці» нагороджена  :

- 14-а кавалерійська дивізія імені Пархоменка

- Комальдінов, Мінгол — врубмашиніст шахти № 13 тресту «Сталіногорськвугілля»
- Прощаликін, Олексій Семенович — завідувач Малевської групи шахт тресту «Товарківвугілля»
- Тарута, Іван Васильович - бригадир-прохідник шахти № 26 «Мосбасбуду»
- Тишин, Григорій Іванович — завідувач шахти № 16 тресту «Сталіногорськвугілля»
- Шаталін, Сергій Петрович — завідувач шахти № 8 тресту «Болоховвугілля»[19]

- У зв'язку з 20-річчям 1-ї Кінної Армії, за «виключні заслуги у справі організації 1-ї Кінної Армії» нагороджений  :

- Маршал Радянського Союзу Будьонний, Семен Михайлович

- Верещагін, Павло Степанович — завідувач шахти ім. Урицького тресту «Кізелвугілля»
- Погудін, Петро Якович — колишній завідувач шахти імені Леніна тресту «Кізелвугілля»
- Руських, Іван Захарович - начальник ділянки шахти № 201 тресту «Челябвугілля»

- За видатні заслуги у справі розвитку радянського циркового мистецтва та виховання кадрів радянських циркових артистів нагороджено  :

- Московський державний цирк

- Герасимов, Николай Кириллович — заведующий шахтой № 26 треста «Карагандауголь»
- Кишкентаев, Ильяс — бригадир навалоотбойщиков шахты № 1
- Кузембаев, Тусуп — заведующий шахтой № 1 треста «Карагандауголь»

- За «видатні заслуги у справі розвитку радянського мистецтва», у зв'язку з 20-річчям радянського цирку нагороджено  :

1. Дуров-Шевченко Володимир Григорович - артист державних цирків
2. Ташкенбаєв Єгамберди – заслужений артист Узбецької РСР
3. Едер Борис Опанасович - заслужений артист РРФСР

- Вдовиченко, Матвій Григорович - машиніст врубмашини шахти № 5-біс
- Кожевніков, Микола Андрійович — керуючий трестом «Востсибвугілля»
- Хведелідзе, Який Феофанович - начальник ділянки шахти № 7

- У зв'язку з 90-річним ювілеєм з дня заснування заводу НКСП «Червоне Сормово» у м. Горькому, «за безперервну і багаторічну зразкову роботу на виробництві» нагороджені  :

1. Бояркін, Василь Іванович - бригадир цеху № 4
2. Боков, Михайло Григорович - майстер цеху № 1
3. Калмиков, Олександр Павлович – перший ініціатор стаханівського руху на заводі, майстер цеху № 24

1. Базалей, Михаил Дмитриевич — начальник участка шахты № 3 треста «Артёмуголь»
2. Исайкин, Пантелей Евдокимович — крепильщик шахты № 1 треста «Артёмуголь»
3. Поляков, Давид Дмитриевич — заведующий шахтой № 22 треста «Сучануголь»

к) по «Середавугілля»
- Сибірзянов, Рахімзян — бригадир-вибійник шахти № 4 копальні «Сулюкта»

л) по «Ткварчелуглю»
- Хунтуа, Микола Дмитрович - прохідник шахти ім. Сталіна

м) по «Тквібулвугілля»
- Цирекідзе, Василь Степанович - забійник шахти ім. Леніна

о) по «Востуглю»
- Прохоров, Микола Петрович - завідувач Тарновської шахти[20]

- Про нагородження працівників електростанцій та електромереж, які обслуговують вугільні басейни

- За «зразкову роботу з безперебійного постачання електроенергією вугільних шахт Донецького, Підмосковного, Кузнецького та Уральського вугільних басейнів» нагороджено  :

1. Єрохін, Іван Ананьєвич - керуючий Доненерго, колишній директор Сталіногорської ДРЕС Мосенерго
2. Ковбаса, Іван Єлисійович - кочегар Штерівської ДРЕС Доненерго
3. Костогриз, Сергій Андрійович – директор Алмазо-Маріївського мережевого району Доненерго

- Про нагородження працівників заводів «Головвуглемашу»

- За «виконання плану 1938 року з випуску машин та устаткування для вугільної промисловості, за виявлені стаханівські зразки роботи на окремих ділянках» нагороджені  :

1. Горшков, Максим Федорович – директор заводу «Світло шахтаря»
2. Слюсаренко, Трохим Нестерович - плавильник мідно-ливарного цеху заводу «Світло шахтаря»

- Про нагородження військових частин та з'єднань Червоної Армії орденами СРСР

- За «успішне закінчення протягом одного року будівництва чотирьох великих механізованих вугільних шахт індустріального типу на Донбасі, продуктивністю 1000 тонн видобутку вугілля на добу кожна, та за стаханівські зразки роботи на будівництві інших шахт» нагороджені  :

1. Бережний Дмитро Вікторович — бригадир-прохідник шахти «Західна-Капітальна»
2. Єзопов, Михайло Миколайович – начальник будівництва шахти «Пролетарська»

### 21 лютого
- Про нагородження передовиків сільського господарства Туркменської РСР

- За «видатні успіхи в сільському господарстві і особливо за перевиконання планів щодо врожайності зернових та технічних культур» нагороджено  :

1. Бабин, Семён Алексеевич — бригадир тракторной бригады Персиановской МТС Новочеркасского района
2. Банкин, Иван Иванович — комбайнер Приволенского совхоза Ремонтинского района
3. Бурина, Анна Александровна — директор Ольгенфельдской МТС Александровского района
4. Величко, Надежда Фёдоровна — бригадир женской тракторной бригады Атаманской МТС Егорлыкского района
5. Власенко, Николай Дмитриевич — научный сотрудник НИМИС'а учебно-опытного зерносовхоза № 2, изобретатель тракторных сцепок и автора усовершенствования комбайна
6. Глебов, Михаил Кондратьевич — чабан колхоза им. Ордена Ленина Орловского района
7. Двинский, Борис Александрович — секретарь Ростовского областного комитета ВКП(б)
8. Коваленко, Яков Сергеевич — бригадир полеводческой бригады колхоза «Зажиточный» Неклиновского района
9. Кривошеин, Дмитрий Александрович — заместитель председателя Ростовского областного исполнительного комитета
10. Королёва, Марфа Арсентьевна — звеньевая колхоза «Победа» Матвеево-Курганского района
11. Курепин, Иван Иванович — председатель колхоза им. Ордена Ленина, Орловского района
12. Маторина, Мария Яковлевна — старший свинарь колхоза «Советский пахарь» Сельского района
13. Сабинин, Моисей Яковлевич — старший механик, бывший комбайнер НовоселовскоЙ МТС Орловского района
14. Стрельцова, Ксения Григорьевна — доярка колхоза «Заветы Ильича» Азовского района
15. Шаповалов, Пётр Григорьевич — бригадир тракторной бригады Тацинской МТС Тацинского района

### 22 лютого
- </img> Про присвоєння звання Героя Радянського Союзу командирам Робітничо-Селянської Червоної Армії

- За « зразкове виконання спеціальних завдань Уряду зі зміцнення оборонної могутності Радянського Союзу та за виявлене геройство » нагороджено  :

1. младший командир Аминев, Виктор Алексеевич ★
2. капитан Артамонов, Владимир Иванович
3. капитан Борисенко, Григорий Яковлевич
4. старший лейтенант Босов, Алексей Петрович
5. младший командир Бронец, Иван Иванович ★
6. майор Бурмистров, Михаил Фёдорович ★
7. капитан Воеводин, Леонид Михайлович
8. лейтенант Гринёв, Николай Васильевич
9. майор Грухин, Николай Фёдорович ★
10. майор Данилов, Степан Павлович
11. капитан Жердев, Николай Прокофьевич
12. капитан Зайцев, Александр Андреевич
13. капитан Ермаков, Андрей Павлович ★
14. капитан Ильченко, Николай Петрович
15. старший лейтенант Кожухов, Василий Николаевич ★
16. младший лейтенант Козлов, Дмитрий Фёдорович
17. капитан Копцов, Василий Алексеевич
18. политрук Котцов, Александр Васильевич
19. лейтенант Красноюрченко, Иван Иванович
20. полковник Куцевалов, Тимофей Фёдорович
21. красноармеец Лазарев, Евгений Кузьмич
22. младший командир Луговой, Василий Петрович
23. капитан Лукин, Михаил Алексеевич
24. лейтенант Мороз Евгений Евдокимович
25. старший политрук Московский, Александр Николаевич ★
26. младший лейтенант Мясников, Иван Степанович
27. старший лейтенант Нога, Митрофан Петрович
28. младший командир Поднавозный, Степан Трофимович ★
29. младший командир Попов, Николай Захарович ★
30. лейтенант Пьянков, Александр Петрович
31. майор Рыбкин, Александр Степанович
32. батальонный комиссар Скопин, Павел Алексеевич
33. младший командир Слободзян, Василий Семенович
34. старший лейтенант Спехов, Фёдор Яковлевич
35. майор Смирнов, Борис Александрович
36. старший политрук Суворов, Александр Иванович ★
37. полковник Терёхин, Макар Фомич
38. младший политрук Тихонов, Василий Иванович ★
39. старший лейтенант Филатов, Василий Романович

- Про нагородження Маршала Радянського Союзу тов. Будьонного С. М.

- За « зразкове виконання спеціальних завдань Уряду щодо зміцнення оборонної могутності Радянського Союзу та за видатні успіхи у бойовій, політичній та технічній підготовці з'єднань, частин та підрозділів Робочо-Селянської Червоної Армії » нагороджені  :

- старший лейтенант Башмаков, Петро Дмитрович
- батальйонний комісар Богатирьов, Федір Іванович
- старший лейтенант Більшаков, Олексій Васильович
- лейтенант Бородай, Борис Герасимович
- полковник Васильєв, Адріан Васильович
- комбриг Володін, Павло Семенович ≠
- капітан Глушенков, Никифор Еммануїлович
- Воєнтехнік 1-го рангу Дячков, Митрофан Іванович
- лейтенант Жердєв, Микола Прокопович
- майор Ільїн, Олександр Михайлович
- старший лейтенант Карпенко, Михайло Спіридонович
- лейтенант Красноглазов, Микола Михайлович
- Воєнтехнік 1-го рангу Кубіков, Анатолій Олександрович
- майор Льончик, Іван Григорович
- полковник Лисин, Василь Тимофійович
- майор Лісов, Митрофан Андрійович
- майор Лукін, Опанас Кузьмич
- Воєнтехнік 1-го рангу М'ягков, Віталій Михайлович
- старший лейтенант Тєдєлін, Петро Іванович
- Воєнтехнік 2-го рангу Пєхов, Олександр Тимофійович
- майор Попов, Валентин Миколайович
- старший лейтенант Семенов, Микола Васильович
- лейтенант Семенко, Віктор Михайлович
- майор Суворов, Василь Іванович
- полковник Тхор, Григорій Іларіонович
- лейтенант Федосєєв, Михайло Андрійович
- капітан Фініков, Володимир Володимирович
- лейтенант Царьков, Дмитро Андріанович
- лейтенант Ярковий, Анастасій Никифорович

### 23 лютого
- Про нагородження орденами СРСР Московського та Леніградського державних цирків

- За « успішну роботу, що забезпечила артилерійським та збройовим заводам виконання виробничої програми 1938 року та освоєння нових видів озброєння », нагороджений  :

- Ванников, Борис Львович - колишній заступник народного комісара оборонної промисловості, нині народний комісар озброєння СРСР

- Про нагородження народної артистки СРСР Корчагіної-Олександрівської Е.П.

- У зв'язку з 50-річчям видатної артистичної діяльності артистки Ленінградського Державного Академічного театру імені А. С. Пушкіна нагороджена  :

- народна артистка СРСР Корчагіна-Олександрівська, Катерина Павлівна

### 28 лютого
- Про нагородження передовиків сільського господарства Білоруської РСР

- За «видатні успіхи в сільському господарстві, особливо за перевиконання планів з льонарства та тваринництва» нагороджені  :

- Бохан, Іван Олександрович - бригадир тракторної бригади Борковицької МТС Дриссенського району
- Бондаренко, Петро Венедиктович — секретар Турівського райкому КП(б)Б, нині секретар Парицького райкому КП(б)Б
- Биков, Олексій Пилипович - бригадир тракторної бригади Борковицької МТС Дриссенського району
- Воронков, Василь Павлович - директор Борковицької МТС Дриссенського району
- Горовців, Володимир Фоміч — комбайнер Жлобинської МТС Жлобинського району
- Гращенко, Пилип Власович - завідувач райзо Турівського району
- Грекова, Надія Григорівна — третій секретар ЦК КП(б)Б
- Кисельов, Кузьма Венедиктович — голова Раднаркому БРСР
- Клименок, Василю Павловичу — голова колгоспу «Краща частка» Парицького району
- Кольцов, Петро Олексійович — другий секретар ЦК КП(б)Б
- Кондерєва, Ганна Іллівна — ланкова колгоспу «Юний комунар» Чауського району
- Корзун, Віктор Павлович - завідувач вівцефермою колгоспу «Червоний схід» Кіровського району
- Корякін, Іван Миколайович — голова колгоспу ім. Володарського Могилівського району
- Крупеня, Іван Онуфрійович — голова Вітебського облвиконкому
- Кулагін, Михайло Васильович — нарком землеробства та заступник голови Раднаркому БРСР
- Мельников, Сергій Петрович — голова Вітебського облвиконкому, нині уповноважений Наркомзагу з БРСР
- Наталевич, Никифор Якович — голова Президії Верховної Ради БРСР
- Петров, Іона Іонович - старший агроном райзо Копилського району
- Пономаренко, Пантелеймон Кіндратович — секретар ЦК КП(б)Б
- Радченко, Антон Іванович — ланковий колгосп ім. Тельмана Брагинського району
- Радькін, Ілля Дмитрович — бригадир племгоспу «Кринки» Ліознянського району
- Стулов, Іван Андрійович — секретар Вітебського обкому КП(б)Б
- Тіткова, Анастасія Григорівна — ланкова колгоспу «Комінтерн» Чечерського району
- Трушкевич, Федір Фомич — голова колгоспу «Червоний городник» Мінського району
- Фількіна, Фекла Петрівна — ланкова колгоспу «Перше травня» Мстиславльського району

## Березень

### 5 березня
- Про нагородження працівників заводу №39

- За «успішну роботу у справі зміцнення обороноздатності країни» нагороджені працівники заводу № 39, що відзначилися,  :

- Вихляєв, Володимир Федорович - клепальник
- Гнєвашев, Семен Степанович - слюсар-збирач
- Журавльов, Веніамін Іванович — директор заводу
- Ярунін, Опанас Михайлович — парторг ЦК ВКП(б)

- Про нагородження працівників заводу імені Авіахіма

- За «виключні заслуги щодо забезпечення Червоного Повітряного Флоту військовою технікою нагородити» нагороджено наступних працівників заводу імені Авіахіма  :

- Воронін, Павло Андрійович — директор заводу
- Власов, Андрій Федорович - стругальник
- Дементьєв, Петро Васильович — головний інженер
- Романов, Петро Семенович - начальник цеху
- Фролов, Микола Олександрович - токар

- Про нагородження працівників заводу №26

- За «успішне виконання урядового завдання щодо зміцнення обороноздатності країни» нагороджено наступних працівників заводу № 26  :

- Лаврентьєв, Петро Денисович — начальник цеху
- Мелентьєв, Олександр Костянтинович - слюсар відділу механіка
- Найдєнова, Ірина Михайлівна
- Пікулін, Олександр Михайлович - майстер

### 7 березня
- Про нагородження працівників лікарні №1 при Наркомздоров'ї СРСР

- За «видатні заслуги в галузі хірургії та лікувальної допомоги хворим у лікарні № 1 при Наркомздоров'ї СРСР» нагороджені  :

1. професор Спасокукоцький, Сергій Іванович
2. професор Очкін, Олексій Дмитрович

- Про нагородження артистів та працівників Головного Управління державних цирків Токарєва Ф. В.

- За «видатні успіхи щодо конструювання зразків стрілецького озброєння для Робочо-Селянської Червоної Армії» нагороджений  :

- конструктор Токарєв, Федір Васильович

### 10 березня
- Про нагородження голови Комітету у справах кінематографії при РНК СРСР тов. Дукельського С. З.

- За «видатні заслуги у справі розвитку радянської кінематографії» нагороджений  :

- Голова Комітету у справах кінематографії при РНК СРСР тов. Дукельський, Семен Семенович

### 11 березня
- Про нагородження Ленінградського Державного Академічного театру опери та балету імені С. М. Кірова

- За «видатні заслуги у розвитку оперного та балетного мистецтва та виховання майстрів музичної культури» нагороджений  :

- Ленінградський Державний Академічний театр опери та балету імені С.С. М. Кірова

- Про нагородження артистів Ленінградського Державного Академічного театру опери та балету імені С. М. Кірова

- За «видатні заслуги у розвитку оперного та балетного мистецтва» нагороджені  :

1. Андрєєв, Павло Захарович - народний артист РРФСР
2. Печковський, Микола Костянтинович – заслужений артист РРФСР

- Про нагородження Ленінградського Державного Академічного Малого оперного театру

- За «видатні заслуги у створенні радянської опери», у зв'язку з 20-річним ювілеєм, нагороджений  :

- Ленінградський Державний Академічний Малий оперний театр

- Про нагородження артистів Ленінградського Державного Академічного Малого оперного театру

- За «видатні заслуги у розвитку радянської опери», у зв'язку з 20-річним ювілеєм Ленінградського Державного Академічного Малого оперного театру нагороджений  :

- Дзержинський, Іван Іванович - композитор

- Про нагородження артистів Ленінградського Великого Драматичного Театру імені А.А. М. Горького

- За «успішну діяльність у розвитку радянської театральної культури у зв'язку з 20-річним ювілеєм Ленінградського Великого Драматичного театру імені О.М. Горького», нагороджений  :

- Бабочкін, Борис Андрійович - народний артист РРФСР, художній керівник театру

### 14 березня
- Про нагородження Т. Т. Логінова Л. А., Паршина З. Я., Поскребишева А. Н., Силіна Т. К., Суховий Є. н. та інших

- За «тривалу зразкову та самовіддану роботу в апараті керівних органів ВКП(б)» нагороджено  :

- Логінов, Леонід Олександрович
- Паршин, Сергій Якович
- Поскребишев, Олександр Миколайович
- Сіліна, Тетяна Костянтинівна
- Сухова, Єлизавета Миколаївна
- Чорнуха, Володимир Наумович
- Чечулін, Сергій Федорович

### 26 березня
- Про нагородження працівників та колективів робітників, інженерно-технічних службовців підприємств чорної металургії

- За «перевиконання плану, організацію стаханівської роботи, дострокове виконання найважливіших державних завдань» нагороджено  :

1. Колектив робітників, службовців, інженерно-технічних та господарських працівників металургійного заводу імені Леніна у м. Київ Дніпропетровську
2. Колектив робітників, службовців, інженерно-технічних та господарських працівників металургійного заводу «Серп і Молот» у м. Київ Москві
3. Колектив робітників, службовців, інженерно-технічних та господарських працівників Сталінградського металургійного заводу «Червоний Жовтень»

- </img> Про присвоєння товаришу Йосипу Віссаріоновичу Сталіну звання Героя Соціалістичної Праці

- За «проявлені зразки стаханівської роботи на окремих заводах, рудниках, цехах, агрегатах металургійної промисловості» нагороджено  :

- Андгуладзе, Григорій Йосипович — керуючий Чиатурським марганцевим трестом
- Артюхов, Степан Петрович - інженер-дослідник Трубного інституту
- Бєлан, Роман Васильович — колишній заступник начальника доменного цеху комбінату «Запоріжсталь», нині директор Кузнецького металургійного комбінату імені Сталіна
- Біліч, Андрій Микитович - прокатник штрипсового стану Макіївського металургійного заводу ім. Кірова
- Боковелі, Платон Семенович - забійник рудника ім. Кагановича Чіатурського марганцевого тресту
- Бойко, Михайло Акимович — сталевар металургійного комбінату «Запоріжсталь»
- Бурьба, Максим Іванович — каталь доменного цеху Орджонікідзенського металургійного заводу
- Горбульов, Микита Костянтинович - майстер доменного цеху Криворізького металургійного заводу
- Горностаєв, Василь Кононович - майстер доменної печі № 2 Кузнецького металургійного комбінату імені Сталіна
- Гофман, Ольга Борисівна - начальник томасівського цеху Керченського металургійного заводу ім. Войкова
- Грушовий, Костянтин Степанович — колишній сталевар металургійного заводу імені Дзержинського, нині секретар Дніпропетровського обкому КП(б)У
- Гускін, Павло Олексійович - паровозний майстер Магнітогорського металургійного комбінату імені Сталіна
- Грушин, Степан Олександрович — сталевар сталеливарного цеху металургійного заводу «Електросталь»
- Губкін, Павич Миколайович — директор Золотоустівського металургійного заводу
- Духан, Наум Савельевич - старший інженер цеху заводу імені К. Лібкнехта
- Іванов, Костянтин Миколайович — колишній головний інженер Магнітогорського металургійного комбінату імені Сталіна, нині директор того ж комбінату
- Івановський, Георгій Іванович — колишній директор Криворізького металургійного заводу, нині директор Макіївського металургійного заводу імені Кірова
- Ільїн, Григорій Маркелович — колишній пічний майстер металургійного заводу «Серп і Молот», нині директор того ж заводу
- Ковтун, Яків Кіндратович — колишній токар заводу ім. К. Лібкнехта, нині заступник начальника цеху №2 того ж заводу
- Коган, Павло Ісаєвич — колишній директор Орджонікідзенського заводу, нині заступник народного комісара чорної металургії
- Корешков, Михайло Єгорович — колишній начальник сталеливарного цеху заводу «Електросталь», нині директор того ж заводу
- Коробов, Ілля Іванович - директор заводу ім. Петровського
- Крючков, Костянтин Федорович — інженер-конструктор Трубного інституту
- Лаушкін, Антон Дем'янович - обер-майстер мартенівського цеху Кузнецького комбінату імені Сталіна
- Личак, Іван Данилович - старший майстер доменного цеху Магнітогорського металургійного комбінату імені Сталіна
- Мелешкін, Сергій Михайлович — завідувач шахти імені Орджонікідзе тресту «Руда»
- Меркулов, Федір Олександрович — народний комісар чорної металургії СРСР
- Миколаїв, Петро Євстафійович - бригадир-зварювальник трубного цеху металургійного заводу ім. Леніна
- Микільський, Борис Олександрович — директор Боровичного комбінату «Червоний керамік»
- Павлов, Олександр Михайлович - майстер стану «280» Золотоустівського металургійного заводу
- Пеняєв, Віктор Андріанович — вальцівник прокатного цеху Макіївського металургійного заводу імені Кірова
- Поздишев, Іван Михайлович — колишній інженер-дослідник Трубного інституту, нині начальник Військового відділу Наркомчермету
- Попхадзе, Трифон Варденович - начальник ділянки копальні імені Сталіна Чіатурського марганцевого тресту
- Самарін, Михайло Олександрович - механік-винахідник Боровичного комбінату «Червоний керамік»
- Сологуб, Антон Олексійович - старший горновий доменного цеху металургійного заводу імені Петровського
- Сороковий, Олексій Якович — сталевар металургійного заводу ім. Комінтерну
- Сухов, Яків Васильович - майстер сталеливарного цеху № 1 заводу «Електросталь»
- Тарасенко, Євген Петрович — директор Лутугинського металургійного заводу
- Тарасов, Петро Ілліч — бурщик-прохідник рудоуправління ім. Фрунзе тресту «Руда»
- Тихонов, Микола Олександрович — начальник тонкостінного цеху металургійного заводу ім. Леніна
- Ткаченко, Степан Дмитрович — апаратник нафталінового цеху Сергівський коксохімічний завод
- Туртанов, Іван Ілліч — майстер стану «700» прокатного цеху металургійного заводу «Серп і Молот»
- Удовенко, Петро Захарович - ливарник Лутугинського металургійного заводу
- Чайковський, Яків Григорович - колишній сталевар заводу ім. Комінтерну, нині майстер того самого заводу
- Черкасов, Костянтин Григорович — колишній сталевар металургійного заводу «Червоний Жовтень», нині завідувач Промвідділу Сталінградського обкому ВКП(б)
- Чесноков, Семен Васильович - обер-майстер мартенівського цеху металургійного заводу «Серп і Молот»
- Шмельов, Петро Павлович - обер-майстер Ново-Тагільського металургійного заводу
- Ямпільський, Аркадій Євсійович — директор трубопрокатного заводу імені Леніна

### 29 березня
- Про нагородження працівників суднобудівної промисловості

- За «успішне виконання завдань уряду з будівництва кораблів та освоєння нових зразків озброєння для Військово-Морського флоту» нагороджено  :

- Авраменко, Петро Пилипович - начальник печей № 9-10 заводу «Укрцинк»
- Антропов, Петро Якович — колишній начальник «Головцинксвинець», нині заступник Народного комісара кольорової металургії
- Багреєв, Іван Григорович — колишній директор Киштимського меделектролітного заводу, нині директор мідносерного комбінату «Ормедь»
- Балуєв, Василь Олександрович - бригадир-вибійник Хапчерангінського оловокомбінату
- Баталов, Олександр Васильович - бригадир-прохідник тресту «Красноуралмедьруда», нині диспетчер «Главмедьруди»
- Бочков, Дмитро Арсенійович — колишній начальник Головного Управління золотої промисловості, нині заступник Народного комісара кольорової металургії
- Гладков, Андрій Ігнатович - майстер-водопровідник медеобробного заводу «Червоний вибіржець»
- Істомін, Петро Степанович — професор Московського інституту кольорових металів та золота
- Кирилов, Іван Кирилович - майстер заводу № 171 імені ОГПУ
- Крюков, Іван Антонович - бригадир швидкісної проходки тресту «Кіровоградмедьруда»
- Лісіцин, Василь Васильович - майстер відбивної печі Карабаського мідеплавильного заводу
- Паршуков, Іван Кирилович — бригадир-набійник шахти № 10—11 Ленінського копального управління тресту «Лензолото»
- Перцев, Устин Іванович — директор Прибалхаського мідькомбінату
- Петров, Юхим Григорович — слюсар дротяного цеху Кольчугинського заводу ім. Орджонікідзе
- Прозоров, Григорій Митрофанович - бурильник шахти «Центральна» Північно-Карабаського рудоуправління
- Ріскін, Василь Якович — начальник спецлабораторії комбінату твердих сплавів.
- Самохвалов, Олександр Іванович — колишній директор Волхівського алюмінієвого заводу ім. Кірова, нині Народний комісар кольорової металургії
- Старостін, Михайло Леонтійович — колишній бригадир стаханівської бригади теслярів, нині директор деревообробного заводу Прибалхаського мідькомбінату
- Хласов, Віяль — колишній бурщик, нині інструктор стахановських, методів праці на Ріддерській копальні комбінату «Алтайполіметал»
- Худяков, Петро Тимофійович - колишній бригадир-набійник комбінату «Балейзолото», нині заступник голови міськради м. Балей
- Чекасін, Микола Микитович — директор Южноуральського нікелевого комбінату
- Царевський, Михайло Михайлович — керуючий трестом «Кольбуд»
- Штапур, Михайло Федорович - бригадир-електролітник Дніпровського алюмінієвого заводу

### 31 березня
- Про нагородження червоноармійців, командирів та політпрацівників прикордонних військ НКВС СРСР та колгоспників прикордонних районів

- За «зразкове та самовіддане виконання завдань Уряду з охорони державних кордонів СРСР, за доблесть та відвагу, виявлені при захисті кордонів СРСР» нагороджені  :

- красноармеец Алексеев, Василий Фёдорович
- младший командир Боровинский, Дмитрий Андреевич
- красноармеец Ефимцев, Демьян Захарович
- красноармеец Жуков, Алексей Иванович
- младший командир Калганов, Михаил Прокопьевич
- красноармеец Кудряшов, Павел Васильевич
- младший командир Манько, Александр Титович
- красноармеец Мясоедов, Иван Егорович
- красноармеец Поздняков, Михаил Сергеевич
- красноармеец Пятаков, Кирилл Иванович

| {{{col1}}} |

- Про нагородження працівників Московського Державного Єврейського театру

- За «видатні заслуги у розвитку радянського театрального мистецтва» нагороджений  :

- Міхоелс, Соломон Михайлович - народний артист РРФСР

## грудень

### 2 квітня
- Про нагородження працівників рибної промисловості

- За «зразкову стахановську роботу, успішне освоєння техніки рибного лову, та високі показники з обробки риби» нагороджені  :

- Ад'яєв, Адик Шанхорович — робітник з розвантаження риби Могутинського рибозаводу
- Баткаєв, Алім Ахмеджанович - коваль судноверфі імені Кірова
- Бурков, Дмитро Опанасович — капітан рефрижератора «Комсомолець Арктики»
- Бусленко, Микола Пилипович - старший кочегар рибальського траулера «Двіна»
- Виноградов, Олексій Олександрович - кочегар рибальського траулера 45 «Двіна»
- Гадомська, Марія Валентинівна — працівниця-сортувальниця краболова «Коряк»
- Дячков, Михайло Семенович - начальник політвідділу рибокомбінату «Попов»
- Єгоров, Василь Олександрович - капітан рибальського судна «Сазан»
- Єрофєєв, Василь Миколайович — капітан рибальського сейнера № 72 Волго-Каспійського Держрибтресту
- Захаров, Андрій Семенович — начальник Головвостокриби Наркомрибпрому СРСР
- Котляров, Василь Іванович - капітан рибальського сейнера № 2 рибокомбінату «Постова»
- Ковтуненко, Петро Калістратович — рибалка Чигинського рибозаводу
- Куликов, Борис Григорович - помполіт рефрижератора «Комсомолець Арктики»
- Лозинський, Андрій Антонович - старший механік рефрижератора "Харчова Індустрія"
- Мількін, Михайло Микитович — рибалка-колгоспник Астраханської Рибакспілки
- Обухів, Олександр Кирилович — голова правління Рибакколгоспцентру
- Санакін, Олександр Іванович - рибалка колгоспу імені Сталіна Астраханського Рибаксоюзу
- Сергущенко, Спіридон Іванович - шкіпер рибокомбінату «Попов»
- Кушнір, Микола Юхимович — начальник Головсевриби Наркомрибпрому СРСР
- Сковпен, Дмитро Миколайович — капітан-директор краболова «Всеволод Сибірцев»
- Соболєва, Варвара Іванівна - майстер філейного цеху Мурманського рибокомбінату
- Старовойтов, Іван Вікторович — матрос рибальського траулера «Кіров»
- Старовойтов, Петро Андрійович — інженер з видобутку сейнерного комбінату Дальгосрибтресту
- Стрельбицький, Андрій Йосипович — капітан рибальського траулера «Кіров»

### 4 квітня
- Про нагородження передовиків сільського господарства Ленінградської області

- За «видатні успіхи в сільському господарстві, зокрема за досягнення високих показників з льонарства та тваринництва» нагороджені  :

- Борисов, Леонтій Олексійович — секретар Островського райкому ВКП(б)
- Железнов, Іван Дмитрович — льонотеребильник Славківської МТС Славківського району
- Красікова, Ганна Іванівна — другий секретар Псковського окружкому ВКП(б), раніше секретар Дем'янського райкому ВКП(б)
- Кузьмін, Василь Якович — голова Дем'янського райвиконкому
- Лашина, Варвара Іванівна — секретар Волосівського райкому ВКП(б), раніше секретар Уторгошського райкому ВКП(б)
- Марков, Василь Олександрович — тракторист-льнотеребильник 1-ї Староруської МТС Староруського району
- Седюк, Михайло Ігнатович - директор Кінгісеппської МТС Кінгісеппського району
- Соловйов, Микола Васильович — голова Ленінградського облвиконкому ≠
- Степанов, Микола Степанович — майстер комбайнового прибирання Палкінської МТС Палкінського району, ініціатор соцзмагання комбайнерів області
- Філіппов, Олексій Кузьмич — завідувач МТФ колгоспу «Другі Рабітниці» Волосівського району
- Шахова, Ганна Петрівна — ланкова колгоспу «Зміна» Дем'янського району, ініціатор створення льоноводних ланок
- Штиков, Терентій Фоміч — другий секретар Ленінградського обкому ВКП(б)
- Яковлєв, Юхим Якович — голова колгоспу «Зміна» Дем'янського району

### 7 квітня
- Про нагородження працівників текстильної промисловості

- За «перевиконання плану, за виявлені зразки стаханівської роботи на підприємствах текстильної промисловості» нагороджено  :

- Акімов, Ілля Миколайович — заступник Народного комісара текстильної промисловості СРСР
- Антошин, Іван Іванович - бригадир підготовчого відділу фабрики «Пролетарська праця» (м. Ленінград)
- Алексєєва, Акуліна Олексіївна — директор Крестівського льнозаводу Велізького району Смоленської області
- Большакова, Любов Іванівна - ткаля фабрики ім. Ногіна (п. Вічуга Іванівської області)
- Воронін, Руф Семенович — головний інженер Меланжевого комбінату (м. Іваново)
- Гасиліна, Ольга Михайлівна - ватерниця фабрики «Червоний Прапор» (м. Раменське Московської області)
- Голубєва, Параска Іллівна — ткаля Дрезненської фабрики (п. Дрезна Московської області)
- Денісова, Ганна Семенівна — ватерниця льонокомбінату «Зоря соціалізму» (м. Гаврилів-Ям Ярославської області)
- Дурнакова, Марія Прокопівна — подавальниця в декортикатор Городищенського пенькозаводу Орловського тресту
- Дмитрієв, Володимир Іванович — народний комісар легкої промисловості Білоруської РСР
- Єршов, Федір Омелянович — директор дослідного бавовняного заводу № 2 НДІ бавовняних заводів (м. Ташкент)
- Закускін, Анісім Петрович - заступник завідувача Лікінської ткацької фабрики (с. Лікіно Московської області)
- Кадикова, Людмила Василівна - ткаля фабрики «Робітниця» (м. Ленінград)
- Комісарова, Олександра Гаврилівна — ватерниця прядильно-ткацького комбінату «Робітник» (м. Ленінград)
- Кобякова, Софія Павлівна – інструктор стаханівських методів роботи Ярцевської прядильно-ткацької фабрики ім. Молотова (м. Ярцево Смоленської області)
- Козлова, Тетяна Іллівна — ткаля тонкосуконної фабрики ім. Рудий (м. Пушкіно Московської області)
- Корольова, Віра Іванівна — ткаля фабрики «Більшовик» (м. Джерела Іванівської області)
- Косигін, Олексій Миколайович — колишній директор фабрики «Жовтнева» у м. Ленінграді, нині Народний комісар текстильної промисловості Союзу РСР
- Казьміна, Наталія Кузьмінічна — ткаля Єгорьевської фабрики «Вождь пролетаріату» (м. Єгор'євськ Московської області)
- Леонов, Петро Григорович - завідувач художньої майстерні фабрики БІМ імені Молотова (м. Іваново)
- Малявін, Георгій Анатолійович — заступник Народного комісара текстильної промисловості СРСР
- Милохов, Микола Іванович — головний інженер Ферганського Заготхлоптресту
- Мишина, Олександра Василівна — ватерниця фабрики «Червона Талка» (м. Іваново)
- Маткомолов, Насирджан - старший джинник Кокандського бавовняного заводу № 1, стахановець (Узбецька РСР)
- Масленнікова, Євдокія Василівна - ткаля Тригірної фабрики імені Дзержинського (м. Москва)
- Марфіна, Лідія Павлівна - ткаля фабрики імені Ногіна (м. Вічуга Іванівської області)
- Полякова, Клавдія Федорівна — ткаля Новоткацької фабрики (м. Серпухів Московської області)
- Помпеєва, Пелагея Іванівна - працівниця фабрики імені Болдирьової (п. Кулотіно Ленінградської області)
- Пронін, Петро Володимирович - начальник підготовчого цеху Старопрядильної фабрики Глухівського комбінату (Московська область)
- Підсобляєва, Катерина Іванівна — ткаля фабрики імені Ногіна (м. Вічуга Іванівської області)
- Романова, Анастасія Миколаївна — інструктор стахановських, методів роботи Ліхославського льнозаводу (Калининська область)
- Сахарова, Клавдія Федорівна — секретар Іванівського обласного комітету ВЛКСМ
- Симонженкова, Матрена Кузьмівна — голова Московського обкому профспілки бавовняників, колишня ткаля фабрики ім. Жовтневої революції
- Сєдін, Іван Корнійович — секретар Іванівського обкому ВКП(б)
- Сем'ячкін, Олександр Іванович - інженер-технолог ЦНДІ шовку (м. Москва)
- Фельц, Ганна Іванівна - ткаля Занарської фабрики (м. Серпухів Московської області)
- Хазан, Дора Мойсіївна — заступник Народного комісара текстильної промисловості СРСР
- Цибіна, Олександра Арсентьевна — ткаля комбінату «Більшовик» (м. Джерела Іванівської області)
- Чепортузова, Єлизавета Василівна - ткаля комбінату «Робітник» (м. Ленінград)
- Шавальова, Ксенія Андріївна - заступник директора прядильної фабрики імені Калініна (м. Калінін)
- Штатнова, Євгенія Федорівна - банкаброшниця фабрики «Червона луна» (Ярославська область)
- Шувандіна, Таїся Іванівна — ткаля фабрики ім. робітника Федора Зінов'єва (м. Іваново)
- Шуршина, Ксенія Захарівна — директор фабрики ім. Ногіна Клінцовського тресту

### 9 квітня
- Про нагородження передовиків сільського господарства Воронезької області

- За «видатні успіхи в сільському господарстві і особливо за перевиконання планів основних сільськогосподарських робіт» нагороджені  :

- Білоусов, Павло Якович — голова колгоспу ім. Докучаєва Талівського району
- Бухтоярова, Євдокія Олексіївна — свинарка колгоспу «Червона Зоря» Хлівенського району
- Волков, Микола Петрович - комбайнер Манінської МТС Калачівського району
- Воробйов, Митрофан Петрович - старший механік Липчанської МТС Радченського району
- Грінцов, Петро Васильович - колгоспник-досвідник колгоспу «Трудовик» Верхньо-Хавського району
- Зайцев, Митрофан Андрійович — голова колгоспу «Сила» Спаської сільради Верхньо-Хавського району
- Зміївський, Михайло Стефанович - бригадир тракторної бригади Россошанської МТС Россошанського району
- Ільїна, Наталія Максимівна — доярка колгоспу ім. Ілліча Добринського району
- Крекотень, Сергій Митрофанович — директор Россошанської МТС Россошанського району
- Левченко, Петро Митрофанович - бригадир тракторної бригади Петропавлівської МТС Петропавлівського району
- Мельников, Василь Васильович - директор Калачеєвської МТС Калачеївського району
- Меркулов, Іван Савельевич - бригадир тракторної бригади Підгоренської МТС Підгоренського району
- Небольсин, Омеляна Іванович - комбайнер Тишанської МТС Чигольського району
- Нікітін, Володимир Дмитрович — секретар Воронезького обкому ВКП(б)
- Павленко, Максим Родіонович - бригадир тракторного загону Підгоренської МТС Підгоренського району
- Петров, Дмитро Капітонович — секретар Михайлівського райкому ВКП(б)
- Родін, Володимир Терентійович — секретар Кантемирівського райкому ВКП(б)
- Сафронова, Ксенія Григорівна — ланкова колгоспу «Більшовик» Добринського району
- Субботін, Клавдія Петрович — голова Воронезького облвиконкому

### 15 квітня
- Про нагородження колективів робітників, інженерно-технічних працівників та службовців підприємств важкого машинобудування

- За «видатні успіхи у створенні та освоєнні нових машин, перевиконання плану та успішну організацію стаханівської роботи» нагороджені  :

1. Колектив робітників, службовців, інженерно-технічних та господарських працівників Кіровського машинобудівника юго та металургійного заводу у м. Київ Ленінград.
2. Колектив робітників, службовців, інженерно-технічних та господарських працівників Коломенського машинобудівного заводу ім. Ст. Ст. Куйбишева у м. Коломиї.
3. Колектив робітників, службовців, інженерно-технічних та господарських працівників Уральського заводу важкого машинобудування ім. Серго Орджонікідзе у м. Свердловське.
4. Колектив робітників, службовців, інженерно-технічних та господарських працівників Верстатобудівного заводу «Червоний пролетар» у м. Київ Москві.

- Про нагородження працівників важкого машинобудування

- За «успіхи у справі створення та освоєння нових машин та зразкову стаханівську роботу з виробництва машин» нагороджені  :

- Акопов, Степан Акопович — колишній директор Уралмашзаводу ім. Серго Орджонікідзе, нині заступник Наркому важкого машинобудування
- Амбражевич, Сергій Михайлович — конструктор верстатозаводу ім. Л. М. Кагановича
- Андрєєв, Олексій Андрійович - кочегар Кіровського заводу
- Андріанов, Іван Васильович - старший майстер Коломенського заводу ім. Куйбишева
- Білих, Василь Михайлович - слюсар Уралмашзаводу імені Серго Орджонікідзе
- Бутер, Спірідон Вікторович - сталевар Кіровського заводу
- Бутирін, Семен Михайлович - коваль Ворошиловградського заводу ім. Жовтневої революції
- Воронков, Яків Єгорович - довбежник верстатозаводу «Червоний Пролетар»
- Гущин, Костянтин Георгійович — директор Московського заводу шліфувальних верстатів
- Єфремов, Олександр Іларіонович — колишній директор верстатозаводу імені Серго Орджонікідзе, нині заступник Наркому важкого машинобудування
- Зальцман, Ісаак Мойсейович — директор Кіровського заводу
- Замогильна, Поліна Георгіївна — начальник Станкінпроекту
- Ільїн, Василь Сергійович - стругальник Коломенського заводу ім. Куйбишева
- Капустін, Яків Федорович — парторг ЦК ВКП(б) на Кіровському заводі ≠
- Коваленко, Олександр Іванович - майстер Кіровського заводу
- Коваленко, Григорій Михайлович - коваль Уралмашзаводу ім. Серго Орджонікідзе
- Коробков, Микола Іванович — директор Уралмашзаводу ім. Серго Орджонікідзе
- Крупенін, Аркадій Костянтинович - начальник цеху Кіровського заводу
- Кубишкіна, Єлизавета Іванівна - кранівниця Коломенського заводу ім. Куйбишева
- Лебедянський, Лев Сергійович - заступник начальника конструкторського бюро Коломенського заводу ім. Куйбишева
- Левко, Сільвестр Іларіонович — конструктор дизельного інституту Наркомважмашу
- Литвинов, Михайло Григорович - слюсар Кіровського заводу
- Лопатін, Олександр Андріанович - контрольний майстер верстатозаводу ім. ЦК машинобудування
- Люльченко, Василь Гаврилович — директор верстатозаводу ім. Леніна
- Малишев, В'ячеслав Олександрович — колишній директор Коломенського заводу імені Куйбишева, нині Народний комісар важкого машинобудування
- Марков, Віктор Олександрович — секретар парткому верстатозаводу «Червоний пролетар»
- Михайличенко, Василь Федосійович — майстер верстатозаводу ім. Леніна
- Недосекін, Віктор Іванович — колишній начальник цеху Уралмашзаводу ім. Серго Орджонікідзе, нині секретар Свердловського міськкому ВКП(б)
- Павлов, Дмитро Семенович - довбежник Кіровського заводу
- Плюснін, Євтифія Степанович - начальник групи раціоналізації Уралмашзаводу імені Серго Орджонікідзе
- Порсєв, Ананій Данилович - фрезерувальник Уралмашзаводу ім. Серго Орджонікідзе
- Потапов, Олексій Іванович - технолог Коломенського заводу ім. Куйбишева
- Поздняков, Борис Сергійович — начальник конструкторського бюро Коломенського заводу ім. Куйбишева
- Прокоф'єв, Михайло Микитович - начальник цеху верстатозаводу «Комсомолець»
- Рибкін, Олександр Павлович — головний інженер верстатозаводу ім. Серго Орджонікідзе
- Сорока, Павло Антонович — конструктор Ворошиловградського заводу ім. Жовтневої революції
- Степанов, Сергій Олександрович — колишній головний інженер Коломенського заводу імені Куйбишева, нині заступник Наркому важкого машинобудування
- Тараничов, Петро Федорович — директор верстатозаводу «Червоний пролетар»
- Тішков, Іван Михайлович - формувальник Уралмашзаводу ім. Серго Орджонікідзе
- Ушаков, Сергій Семенович - бригадир-збирач Коломенського заводу ім. Куйбишева
- Фрезерів, Григорій Рафаїлович — директор заводу «Фрезер» ім. М.І. Калініна
- Чудов, Микола Павлович — головний конструктор верстатозаводу імені Серго Орджонікідзе
- Швиненко, Микола Якович - слюсар верстатозаводу ім. Горького
- Шмельков, Іван Єгорович — колишній начальник ВТК Коломенського заводу імені Куйбишева, нині секретар Коломенського міськкому ВКП(б)
- Щербаков, Олександр Вакулович - слюсар Уралмашзаводу ім. Серго Орджонікідзе

### 21 квітня
- Про нагородження Узбецької Радянської Соціалістичної Республіки орденом Леніна

- За «видатну та безаварійну роботу на електростанціях, успішну організацію стаханівського руху та освоєння виробництва нових типів енерготехнічного обладнання на підприємствах електропромисловості» нагороджено  :

1. Колектив робітників, службовців, інженерно-технічних та господарських працівників Шатурської районної електростанції імені Леніна
2. Колектив робітників, службовців, інженерно-технічних та господарських працівників Каширської районної електростанції імені Л.А. М. Кагановича
3. Колектив робітників, службовців, інженерно-технічних та господарських працівників імені Кірова

- Про нагородження працівників електростанцій та електропромисловості

- За «видатні стаханівські методи роботи та освоєння нових типів електричних та теплових машин на окремих підприємствах, за безаварійну економічну роботу на електростанціях, електромережах, цехах, агрегатах» нагороджені  :

- Авраменко, Микола Назарович - майстер електроцеху ДніпроГЕС.
- Агєєв, Олексій Павлович - електромонтер 8-ї Ленінградської електростанції
- Олександров, Дмитро Семенович - начальник будівництва електромагістралі 220 кв. Сталіногорськ - Москва
- Андрєєв, Семен Якович - старший кочегар ТЕЦ № 11 Мосенерго
- Артемов, Василь Ілліч - старший машиніст прямоточного котла ТЕЦ № 9 Мосенерго
- Баранова, Ганна Василівна - секретар бюро партійної організації трансформаторного заводу імені Куйбишева
- Білецький, Микола Федорович - слюсар турбінного цеху Харківського турбогенераторного заводу імені Сталіна
- Бертинов, Альберт Йосипович — колишній начальник конструкторського відділу, нині головний інженер Харківського електромеханічного заводу імені Сталіна
- Блінкова, Марія Данилівна — обмотниця обмотувальної майстерні трансформаторного заводу імені Куйбишева
- Богатирьов, Василь Васильович — колишній начальник будівництва Сталіногорської ДРЕС, нині заступник Народного комісара електростанцій та електропромисловості
- Бріль, Василь Степанович — колишній директор заводу «Електросила» імені Кірова, нині заступник Народного комісара електростанцій та електропромисловості
- Воронцов, Гаврило Федотович - майстер котельного цеху Ленінградської електростанції № 2
- Глухів, Іван Опанасович - бригадир слюсарів будівництва Сталіногорської ДРЕС.
- Горбанєв, Дмитро Костянтинович - майстер котельного цеху заводу «Червоний котельник»
- Григор'ян, Артем Калантарович - помічник начальника другої дільниці «Храмгесбуд»
- Гусятникова, Параска Василівна — начальник цеху № 5 заводу «Укркабель»
- Ісаков, Віталій Іванович — директор Коврівського топкового заводу
- Івашов, Михайло Тимофійович - старший кочегар Зуївської ДРЕС
- Кузнєцов, Михайло Васильович - бригадир зі збирання вузлів турбомашин Невського машинобудівного заводу імені Леніна
- Каравашкін, Сергій Іванович - майстер ливарного цеху заводу «Динамо» імені Кірова
- Кірсанов, Матвій Іванович - старший машиніст турбінного цеху Шатурської ДРЕС імені Леніна
- Кульпін, Михайло Андрійович — черговий техніка машинного цеху Іванівської ДРЕС
- Льовочкін, Максим Данилович - старший машиніст турбіни Сталіногорської електростанції Мосенерго
- Льотков, Андрій Іванович — колишній начальник Головного Управління електростанції та електромереж півдня, нині заступник Народного комісара електростанцій та електропромисловості
- Мамедов, Аждар Усейнович - старший кочегар ДРЕС «Червона зірка» Азенерго
- Павлущенко, Уляна Прокопович — старший майстер електроцеху Середньо-Уральської районної електростанції
- Первухін, Михайло Георгійович — колишній директор Каширської ГЕС, нині Народний комісар електростанцій та електропромисловості
- Савін, Дмитро Степанович - електрозварювальник штампувального цеху Уральського заводу «Вольта»
- Саломатін, Михайло Пилипович - змінний майстер турбоцеху електростанції № 1 Мосенерго
- Сергієнко, Петро Михайлович — колишній директор 5-ї Ленінградської районної електростанції, нині заступник Народного комісара електростанцій та електропромисловості
- Сергєєв, Павло Васильович - слюсар котельного цеху електростанції № 3 Мосенерго
- Соловов, Григорій Опанасович - машиніст турбіни Кізелівської районної електростанції
- Сидорів, Філімон Максимович - старший майстер 5-ї Ленінградської електростанції
- Сукристик, Василь Семенович - старший черговий по щиту управління 1-ї Ленінградської електростанції
- Сітов, Євген Петрович — директор Московських кабельних мереж
- Турко, Йосипе Михайловичу — директор Ленінградського заводу «Пролетар» ≠
- Тимофєєв, Павло Миколайович - обмотувач роторного цеху заводу «Електросила» імені Кірова
- Цвєтков, Григорій Михайлович — директор Московського електролампового заводу
- Шеломонов, Сергій Семенович — директор заводу «Електропровід»

### 26 квітня
- Про нагородження колективів робітників, інженерно-технічних працівників та службовців підприємств кольорової металургії

- За «перевиконання виробничого плану та успішну організацію роботи» нагороджений  :

1. Колектив робітників, службовців, інженерно-технічних та господарських працівників Чимкентського свинцевого заводу імені М.М. І. Калініна

- Про нагородження робітників, інженерно-технічних працівників та службовців підприємств кольорової металургії

- За «проявлені зразки стаханівської роботи на заводах, фабриках, будівництві, рудниках, копальнях, цехах, агрегатах та за успішне освоєння нових галузей кольорової металургії» нагороджені  :

- Авраменко, Петро Пилипович - начальник печей № 9-10 заводу «Укрцинк»
- Антропов, Петро Якович — колишній начальник «Головцинксвинець», нині заступник Народного комісара кольорової металургії
- Багреєв, Іван Григорович — колишній директор Киштимського меделектролітного заводу, нині директор мідносерного комбінату «Ормедь»
- Балуєв, Василь Олександрович - бригадир-вибійник Хапчерангінського оловокомбінату
- Баталов, Олександр Васильович - бригадир-прохідник тресту «Красноуралмедьруда», нині диспетчер «Главмедьруди»
- Бочков, Дмитро Арсенійович — колишній начальник Головного Управління золотої промисловості, нині заступник Народного комісара кольорової металургії
- Гладков, Андрій Ігнатович - майстер-водопровідник медеобробного заводу «Червоний вибіржець»
- Істомін, Петро Степанович — професор Московського інституту кольорових металів та золота
- Кирилов, Іван Кирилович - майстер заводу № 171 імені ОГПУ
- Крюков, Іван Антонович - бригадир швидкісної проходки тресту «Кіровоградмедьруда»
- Лісіцин, Василь Васильович - майстер відбивної печі Карабаського мідеплавильного заводу
- Паршуков, Іван Кирилович — бригадир-набійник шахти № 10—11 Ленінського копального управління тресту «Лензолото»
- Перцев, Устин Іванович — директор Прибалхаського мідькомбінату
- Петров, Юхим Григорович — слюсар дротяного цеху Кольчугинського заводу ім. Орджонікідзе
- Прозоров, Григорій Митрофанович - бурильник шахти «Центральна» Північно-Карабаського рудоуправління
- Ріскін, Василь Якович — начальник спецлабораторії комбінату твердих сплавів.
- Самохвалов, Олександр Іванович — колишній директор Волхівського алюмінієвого заводу ім. Кірова, нині Народний комісар кольорової металургії
- Старостін, Михайло Леонтійович — колишній бригадир стаханівської бригади теслярів, нині директор деревообробного заводу Прибалхаського мідькомбінату
- Хласов, Віяль — колишній бурщик, нині інструктор стахановських, методів праці на Ріддерській копальні комбінату «Алтайполіметал»
- Худяков, Петро Тимофійович - колишній бригадир-набійник комбінату «Балейзолото», нині заступник голови міськради м. Балей
- Чекасін, Микола Микитович — директор Южноуральського нікелевого комбінату
- Царевський, Михайло Михайлович — керуючий трестом «Кольбуд»
- Штапур, Михайло Федорович - бригадир-електролітник Дніпровського алюмінієвого заводу

### 28 квітня
- Про нагородження працівників заводу №115

- За «видатні заслуги у справі створення нових високоякісних літаків» нагороджені  :

1. Піонтковський, Юліан Іванович - льотчик-випробувач
2. Хромов, Віктор Миколайович - столяр
3. Ястребов, Андрій Іванович - головний інженер

### 29 квітня
- Про нагородження працівників заводу №5, заводу ім. Леніна, Люберецького та Харківського комбінатів ім. Ф. Е. Дзержинської та Центральної радіолабораторії

- За «видатні успіхи у справі оснащення Червоної Армії та Військово-Морського флоту військовою технікою, створення нових зразків та перевиконання плану з випуску продукції» нагороджені  :

- Бєлов, Павло Федорович - токар механічного цеху заводу ім. Леніна
- Берман, Веніамін Соломонович — керуючий Харківським комбінатом імені Дзержинського
- Завольський, Олексій Олексійович - майстер експериментального цеху Центральної радіолабораторії
- Ільїн, Петро Васильович - старший радіотехнік Центральної радіолабораторії
- Кізимов, Василь Федорович — директор заводу ім. Леніна
- Локшин, Юхим Якович — начальник заводу № 5
- Осипов, Йосип Петрович — керуючий Люберецьким комбінатом ім. Дзержинського

## грудень

### 4 травня
- Про нагородження вчителів сільських шкіл, що особливо відзначилися.

- За «видатні успіхи у справі шкільного навчання та радянського виховання дітей у сільських, школах, за відмінну постановку навчальної роботи та активну участь у суспільному житті на селі» нагороджені  :

- Аббасова, Рабіга - вчителька НШ Беговатського району Ташкентської області Узбецької РСР
- Агаєв, Мамед Ісмаїл-огли - вчитель СШ Астрахан-Базарського району Азербайджанської РСР
- Абдуллаєв, Шайфула - вчитель НШ колгоспу «Ленінський Шлях» Ленінабадського району Таджицької РСР
- Абдуллін, Зіннат Абдуллович - вчитель Верхньо-Сунської неповної СШ Кзил-Юлдузького району Татарської АРСР
- Абдуллаєв, Мехті - завідувач Біль-Бількентської НШ Касум-Кентського району Дагестанської АРСР
- Абрамішвілі, Марія Олексіївна - вчителька Дзегвської СШ Тбіліського району Грузинської РСР
- Азаров, Міхей Мойсейович - вчитель Видрінської неповної СШ Краснопільського району Могилівської області Білоруської РСР
- Аксенов, Трохим Олексійович - вчитель Микільської неповної СШ Свердловського району Орловської області
- Аксюков, Гаврило Андрійович — вчитель ЗОШ села Сухорабівка Решетилівського району Полтавської області Української РСР
- Алєєва, Марія Миколаївна — вчителька Чамзинської СШ Чамзинського району Мордівської АРСР
- Алексєєв, Іван Тимофійович - вчитель Куйбишевської СШ Куйбишевського району Ростовської області
- Алексєєва, Ганна Трохимівна - шкільний інспектор відділу народної освіти Рибнівського району Рязанської області
- Алексєєва, Наталія Андріанівна - вчителька Усть-Стерської НШ Білозерського району Челябінської області
- Алексєєв, Семен Акимович - вчитель Турочакської СШ Ойротської автономної області Алтайського краю
- Алімов, Єрнапас - вчитель НШ Мангітського району Хорезмської області Узбецької РСР
- Андріанов, Андрій Сергійович - вчитель Молдавської неповної СШ села Красний Кут Дубосарського району Молдавської АРСР
- Андрукович Олександра Варнавівна - вчителька Тимковичської СШ Копилського району Мінської області Білоруської РСР
- Антонова, Ганна Володимирівна - шкільний інспектор Погорільського РОНО Погорельського району Калінінської області
- Антоненко, Антоніна Олексіївна - вчителька Шергинської неповної СШ Кабанського району Бурят-Монгольської АРСР
- Аралбаєв, Абділд - вчитель Куланакської НШ Наринського району Киргизької РСР
- Архіпов, Павло Архипович - вчитель Балтачівської СШ Балтачівського району Башкирської АРСР
- Асанова, Азіме - завідувачка Аджибулатської НШ Бахчисарайського району Кримської АРСР
- Астеміров, Кураз Керимович - вчитель неповної СШ селища Насир-Корт, Назранівського району Чечено-Інгуської АРСР
- Афанасьєв, Михайло Георгійович - завідувач Моздокської НШ Моздокського району Орджонікідзевського краю
- Ахмадуллін, Хакім Ахмадуллович - директор Наласинської неповної СШ Арського району Татарської АРСР
- Ахмадуллін, Руха Гаріфулович - директор Янзигітовської неповної СШ Краснокамського району Башкирської АРСР
- Ахмедов, Джалгас - вчитель НШ Кунградського району Кара-Калпакської АРСР
- Айдагулова, Катерина Якимівна — вчителька НШ Поташстаро-Утяганського сільради Єлабузького району Татарської АРСР
- Бабамян, Тіруї Геворківна - вчителька СШ Гадрутського району Азербайджанської РСР
- Бабуха, Парфентій Васильович - завідувач НШ Городоцького району Кам'янець-Подільської області Української РСР
- Багазайков, Молдибай - вчитель неповної ЗОШ ім. Карла Маркса Кемінського району Киргизької РСР
- Багмут, Євтихій Григорович — вчитель НШ села Стрельникове Мало-Девицького району Чернігівської області Української РСР
- Багров, Матвій Іванович - вчитель Сундирської СШ Сундирського району Чуваської АРСР
- Байбутаєв, Імурат - вчитель неповної СШ Галля-Аральського району Самаркандської області Узбецької РСР
- Байкенов, Аскар - вчитель НШ Кенімехського району Бухарської області Узбецької РСР
- Бакланов, Георгій Родіонович - вчитель Тернівської неповної СШ Тихорецького району Краснодарського краю
- Баннікова, Єлизавета Іллівна — вчителька Лучинської НШ Істринського району Московської області
- Бартківська, Ганна Андріївна - вчителька Тростянецькій СШ ім. Шевченка Тростянецького району Сумської області Української РСР
- Бахуташвілі, Марія Василівна - вчителька Земо-Авчальської СШ Телавського району Грузинської РСР
- Білоземцова, Анастасія Іванівна — вчителька Ново-Рогачинської неповної СШ Городищенського району Сталінградської області
- Березенко, Костянтин Іванович - вчитель Єфремово-Степанівської НШ Колушкінського району Ростовської області
- Безпрозваних, Євдокія Олексіївна - вчителька Второтиретської школи Іркутської області
- Бітаров, Євген Віссаріонович - вчитель НШ Алагір Алагіро-Ардонського району Північно-Осетинської АРСР
- Бічинська, Опанас Опанасівна — вчителька Носівської СШ Носівського району Чернігівської області Української РСР
- Бабаніна, Ганна Анісімівна — завідувачка Аннівської НШ Тепло-Огарівського району Тульської області
- Бобоева, Ганна Олександрівна - вчителька Киренської СШ Тункінського району Бурят-Монгольської АРСР
- Боброва, Клавдія Григорівна - директор Фіалетівської СШ Кіроваканського району Вірменської РСР
- Богданова, Пелагея Фоминична - вчителька Непомітненської НШ Алданського району Якутської АРСР
- Бойчак, Марія Омелянівна — завідувачка Анотинської НШ Летичівського району Кам'янець-Подільської області Української РСР
- Бондаренко, Єлізар Антонович - завідувач Веселівської НШ Аржамського району Кіровоградської області Української РСР[45]
- Бонько, Дмитро Семенович - вчитель Івотської неповної СШ Шосткинського району Сумської області Української РСР
- Борієв, Ахмед - вчитель школи колгоспу «Шлях соціалізму» Байрам-Алійського району Туркменської РСР
- Бородаєнко, Степан Тимофійович - вчитель Маринівської НШ Калачівського району Сталінградської області
- Бородуліна, Параска Іванівна — завідувачка НШ радгоспу «Мурманськ» Кольського району Мурманської області
- Броннікова, Марія Пилипівна — вчителька неповного СШ села Зимових, Гаринського району Свердловській області
- Бубляєва, Валентина Михайлівна — вчителька СШ Тихвінського району Ленінградської області
- Бугулова, Олександра Андріївна - завідувачка Грецово-Пешківської НШ Лаптівського району Тульської області
- Будник, Сазон Акимович - вчитель початкових класів Покровської СШ Чкалівського району Дніпропетровської області Української РСР
- Букреєва, Євдокія Омелянівна — вчителька Велико-Забор'євської НШ Кіровського району Смоленської області
- Булгін, Іван Денисович - вчитель Тріскинської неповної СШ Городищенського району Пензенської області
- Бурко, Наталія Степанівна — завідувачка НШ села Бзова Баришівського району Київської області Української РСР
- Бурундуков, Кабір - вчитель НШ Алтин-Кульського району Ферганської області Узбецької РСР
- Бичкова, Марія Яківна — вчителька Журиничської неповної СШ Брянського району Орловської області
- Валєєв, Тавгуман Хамматович - директор неповної СШ Малоязівського району Башкирської АРСР
- Ваніфатов, Парамон Ваніфатійович — директор Колоколівської неповної СШ Карманівського району Смоленської області
- Васильєв, Павло Андрійович - завідувач Бачейківської НШ Бешенковичського району Вітебської області Білоруської РСР
- Вахріна, Капітоліна Михайлівна - вчителька початкової Бердської школи Новосибірського району Новосибірської області
- Вільховська, Васса Іллівна — вчителька Васильківської СШ Васильківського району Дніпропетровської області Української РСР
- Вишневська, Віра Петрівна - вчителька НШ Горько-Валківської сільради Ново-Кубанського району Краснодарського краю
- Власова, Антоніна, Гаврилівна - завідувачка Забулдигінської НШ Глибокинського району Ростовської області
- Вознесенська, Тамара Іванівна - вчителька Коткозерської неповної СШ Олонецького району Карельської АРСР
- Волкова, Ніна Олександрівна - завідувачка НШ ім. А.С. Волкова, Удомельського району Калінінської області
- Волков, Микола Васильович - вчитель Саркандської неповної СШ Саркандського району Алма-Атинської області Казахської РСР
- Воронова, Клавдія Опанасівна - завідувачка НШ Нижньо-Амурського району Нижньо-Амурської області
- Востоков, Юхим Петрович - вчитель СШ при Енгельському м'ясокомбінаті АРСР Німців Поволжя
- Вторушин, Григорій Петрович — завідувач початкової Ярківської школи Тюменського сільського району Омської області
- Гаврилова, Ганна Іванівна - завідувачка Решетниківської НШ Шурмінського району Кіровської області
- Гаврилюк, Іван Семенович - вчитель Ново-Миропольської СШ Дзержинського району Житомирської області Української РСР
- Галахова, Клавдія Іванівна - вчителька Іллінської неповної СШ Кімрського району Калінінської області
- Галієв, Муса - вчитель НШ Байсунського району Бухарської області Узбецької РСР
- Гаценко, Сергій Федорович - вчитель Червонокам'янської СШ Олександрійського району Кіровоградської області Української РСР
- Глурджидзе, Григорій Леванович - вчитель Бершуєтської неповної СШ Горійського району Грузинської РСР
- Голікова, Пелагея Семенівна - вчителька Количівської НШ Макарівського району Саратовської області
- Головко Євдокія Іванівна — вчителька ЗОШ села Градизька, Градизького району Полтавської області Української РСР
- Голов, Григорій Іванович - вчитель Мушаківської неповної СШ Киясівського району Удмуртської АРСР
- Голуб, Мойсей Беркович - вчитель Червенської СШ Червенського району Мінської області Білоруської РСР
- Гончаренко, Валентина Антонівна - вчителька Лагинської неповної СШ Вознесенського району Одеської області Української РСР
- Горбачова, Наталія Тимофіївна - директор Семенівської СШ Яковлівського району Приморського краю
- Городничов, Василь Петрович - вчитель Петрищевської НШ Переславського району Ярославської області
- Горишева, Марія Миколаївна - вчителька Комісарівської неповної СШ Куйбишевського району Амурської області
- Градусов, Федір Григорович - завідувач навчальної частини СШ станиці Карабулакської, Сунженського району Чечено-Інгуської АРСР
- Гребєнніков, Антон Степанович - вчитель Березнягівської НШ Россошанського району Воронезької області
- Григорян, Маріам Аракелівна - вчителька Аштаракської НШ Аштаракського району Вірменської РСР
- Григор'єв, Костянтин Степанович - директор Багарякської СШ Багарякського району Челябінської області
- Григор'єва, Парасков'я Олександрівна — завідувач Атиківської НШ Шихазанівського району Чуваської АРСР
- Гринько, Парасков'я Іванівна — вчителька Білоглазівської СШ Білоголазівського району Алтайського краю
- Гричко, Анастасія Андріївна - вчителька Успенської СШ Амвросіївського району Сталінської області Української РСР
- Гусейнов, Алекпер Іслам-огли - вчитель ЗОШ Ленкоранського району Азербайджанської РСР
- Дайниченко, Поліна, Дмитрівна - вчителька Приморської НШ Маріупольського району Сталінської області Української РСР
- Данова, Євген Ісааківна — вчителька неповної СШ села Кержево Дубосарського району Молдавської АРСР
- Дементьєва, Катерина Трохимівна — вчителька Карачельської неповної СШ Шуміхінського району Челябінської області
- Денісова, Олександра Петрівна - завідувачка Курмиської НШ Курмиського району Горьківської області
- Дерябіна, Олександра Михайлівна - вчителька Добрянської СШ Добрянського району Пермської області
- Джалаганія, Варвара Ясонівна - вчителька неповної ЗОШ с. Кацхсалієті Чіатурського району Грузинської РСР
- Джиаханшина, Наїля - вчителька НШ Кокандського району Ферганської області Узбецької РСР
- Джиянов, Сативалди - вчитель ЗОШ Беговатського району Ташкентської області Узбецької РСР
- Дмитрієвська, Павла Миколаївна - вчителька Журавинської НШ Раненбурзького району Рязанської області
- Дмитрієв, Іван Стефанович - завідувач Єгор'євської НШ Жовтневого району Курської області
- Добровська, Надія Андріївна - завідувачка Кирилівської НШ Арзамаського району Горьківської області
- Доброумова, Катерина Дмитрівна - завідувачка Макарівської НШ Сямженського району Вологодської області
- Довгополов, Михайло Петрович - директор Лозівської СШ Грушківського району Одеської області Української РСР
- Довгих Єфросинія Іванівна - завідувачка Ленінської НШ Шабалинського району Кіровської області
- Долгов, Микита Єгорович - вчитель Баклановської неповної середньої шкоди, Орловського району Орловської області
- Дорошевич, Адам Якович — вчитель та завідувач навчальної частини Горвальської СШ Речицького району Гомельської області Білоруської РСР
- Другова, Ганна Вікторівна - вчителька Вотчинської НШ Сисольського району Комі АРСР
- Дяченко, Параска Сидорівна — вчителька ЗОШ села Буча, Київського району Київської області Української РСР
- Ємельянова, Олександра Тихонівна - вчителька Седельниківської СШ Седельниківського району Тарського округу Омської області
- Єрохіна, Марія Семенівна — вчителька школи села Сенихи Куп'янського району Харківської області Української РСР
- Єсіна, Єфросинія Кирилівна - шкільний інспектор РОНО Іпатівського району Орджонікідзевського краю[46]*Еспаєв, Єрмекпай - вчитель Кумбатської НШ Курдайського району Алма-Атинської області Казахської РСР
- Єфімова, Єлизавета Ігнатівна — вчителька Варзи-Ятчинської неповної СШ Алнаського району Удмуртської АРСР
- Єфремов, Тимофій Никифорович - вчитель Верхньо-Спаської неповної СШ Розповідівського району Тамбовської області
- Жайворонков, Павло Володимирович - вчитель Олександрівської неповної СШ Ново-Троїцького району Запорізької області Української РСР
- Жакашев, Баймурат - завідувач Маденіятської НШ Енбекшильдерського району Північно-Казахстанської області Казахської РСР
- Железницька, Надія Опанасіївна - завідувачка Білослудської НШ Ірбітського району Свердловської області
- Жолудова, Ганна Дорофіївна — вчителька НШ села Архіпо-Осипівка Геленджицького району Краснодарського краю
- Журавльова, Дар'я Акінфіївна — вчителька Лопатинської неповної СШ Торбіївського району Мордівської АРСР
- Заводовський, Іван Дмитрович — вчитель Прелестнянської СШ Слов'янського району Сталінської області Української РСР
- Загфарова, Фатима Фатихівна - вчителька Апостівської СШ Апостівського району Татарської АРСР
- Захарова, Євдокія Борисівна - вчителька Пушкарської НШ Валуйського району Курської області
- Захарова, Єлизавета Степанівна - вчителька Курган-Тюбинської неповної СШ Таджицької РСР
- Зверєва, Ольга Олексіївна - вчителька Костянтинівської НШ Калязинського району Калінінської області
- Зоріна, Марія Андріївна - директор Бударинської СШ Бударинського району Сталінградської області
- Іванова, Олена Юхимівна - вчителька Чернівської СШ Чернівського району Рязанської області
- Іванов, Іван Іванович - вчитель Еманінської НШ Покровського району Башкирської АРСР
- Іванов, Мойсей Савельевич - директор Студенецької неповної СШ Шум'яцького району Смоленської області
- Іллінська, Варвара Володимирівна - завідувач Гірничозаводської НШ Радянського району Орджонікідзевського краю
- Ільїна, Єлизавета Якимівна - вчителька НШ Знам'янського району Орловської області
- Ільїна, Тетяна Василівна - вчителька Бронниківської НШ Пришекснінського району Вологодської області
- Імнадзе, Оксентій Лукич - вчитель неповної ЗОШ с. Хіхадзе Хулінського району Аджарської АРСР
- Ілялетденов, Низам Ілялетденович - вчитель неповної СШ Яни-Курганського району Кзил-Ординської області Казахської РСР
- Ісаєва, Анар — вчителька Кегетинської неповної СШ Чуйського району Киргизької РСР
- Козачкова, Надія Павлівна — вчителька та завідувачка Тупіцинської НШ Глінківського району Смоленської області
- Кайнаров, Курбана Клич - завідувач Красноводського РОНО Туркменської РСР
- Калінін, Іван Євстафійович - директор Буканівської неповної СШ Підтелківського району Сталінградської області
- Калініна, Катерина Савична - вчителька НШ колгоспу ім. Куйбишева, Суворівського району Орджонікідзевського краю
- Калкабаєв, Абдикарим - вчитель Екпіндинської СШ Андріївського району Алма-Атинської області Казахської РСР
- Калмиков, Дмитро Васильович - вчитель Олександрівської СШ Олександрівського району Ростовської області
- Карнаухов, Олексій Іванович - вчитель НШ станиці Ладозької, Ладозького району Краснодарського краю
- Карпинський, Петро Павлович - завідувач Крутнівської НШ Хмельницького району Вінницької області Української РСР
- Карпов, Микола Степанович - завідувач Канінської ненецької школи Ненецького національного округу Архангельської області
- Карандакова, Серафима Сергіївна - директор Верхньо-Медведицької неповної СШ Стрелецького району Курської області
- Капанадзе, Петро Соломонович - вчитель Хашурської СШ Хашурського району Грузинської РСР
- Касьяненко, Іван Семенович - завідувач Чаплінської НШ Чаплинського району Миколаївської області Української РСР
- Керімов, Гямза Малик-огли - директор неповної СШ Зангеланського району Азербайджанської РСР
- Кецбай, Володимир Кузаєвич - вчитель неповної СШ у селищі Першо-Гали Гальського району Грузинської РСР
- Кисельов, Ілля Григорович - вчитель Олексіївської школи Кіренського району Іркутської області
- Кисельова, Клавдія Спиридонівна - вчителька Вексинської НШ Буйського району Ярославської області
- Кириллова, Тетяна Кирилівна - вчителька Ушмінської НШ Балтасинського району Татарської АРСР
- Кишик, Касьян Лаврентійович - директор СШ села Брацлава Брацлавського району Вінницької області Української РСР
- Кічігіна, Капітоліна Олександрівна — вчителька Баландинської НШ Молотівського району Омської області
- Клячин, Володимир Петрович - вчитель НШ села Кашпірські Висілки Сизранського району Куйбишевської області
- Ковальов, Опанас Євсійович - вчитель Біловської неповної СШ Мамлютського району Північно-Казахстанської області Казахської РСР
- Ковиляєва, Марія Іванівна — вчителька Клочківської неповної СШ Тейківського району Іванівської області
- Кожухова, Фекла Микитівна - вчителька Лево-Вершинської НШ Барзаського району Новосибірської області
- Козорезова, Ганна Анісімівна - вчителька Подяченської СШ Відрадненського району Краснодарського краю
- Козьміних, Юлія Ісааківна - вчителька Іллінської СШ Пермсько-Іллінського району Пермської області
- Козьмін, Іван Федорович - вчитель Філонівської СШ Ново-Анненського району Сталінградської області
- Колесникова, Дарина Степанівна - вчителька Камсько-Устьинської СШ Камсько-Устьинського району Татарської АРСР
- Кондратьєв, Антон Степанович - вчитель Ляховецької СШ Ляховецького району Кам'янець-Подільської області Української РСР
- Концевич, Микола Андрійович - завідувач Волотівської НШ Гомельського району Гомельської області Білоруської РСР
- Корженівська, Ганна Антонівна — вчителька Челноківської неповної СШ Козачинського району Красноярського краю
- Корольова, Олена Яківна — вчителька Пілюгінської СШ Бугурусланського району Чкалівської області
- Корнєєва, Ганна Григорівна - вчителька Іллінської СШ Раменського району Московської області
- Корнієнко, Серафима Яківна — вчителька Білокуракинської СШ Білокуракинського району Ворошиловградської області Української РСР
- Корехов, Іван Кузьмич - вчитель Лепшинської неповної СШ Няндомського району Архангельської області
- Костенко, Акіліна, Саввічна — директор неповної ЗОШ станиці Ленінградської Ленінградського району Краснодарського краю
- Косяченко, Ольга Іванівна — вчителька неповної ЗОШ села Говгва, Козельщинського району Полтавської області Української РСР
- Кострикова, Ганна Миронівна - вчителька Єлькінської неповної СШ Леб'язького району Кіровської області
- Котрельов, Михайло Якович - директор Капустинської СШ Новодугинського району Смоленської області
- Кошорнівський, Павло Миколайович - вчитель Астраханської СШ Ново-Васильєвського району Запорізької області Української РСР
- Краївська, Олександра Василівна — вчителька Молдавської СШ села Великий Молокіш Рибницького району Молдавської АРСР
- Красновська, Олександра Олександрівна - завідувачка Березівської НШ Дубровинського району Тобольського округу Омської області
- Крестовнікова, Ольга Миколаївна — завідувачка Ногінського районного педагогічного кабінету Московської області
- Крутиков, Яків Григорович - вчитель Верх-Тергенської школи Шахтамінського району Читинської області
- Кригіна, Парасков'я Димитріївна — вчителька Климівської неповної СШ Старицького району Калінінської області
- Кубєєв, Іспандіар Кубійович - вчитель Аксуатської НШ Мендигарінського району Кустанайської області Казахської РСР
- Кувакіна, Варвара Матвіївна - вчителька Біловодської НШ Карсунського району Куйбишевської області
- Кугубаєв, Олексій Сергійович - вчитель Верх-Потамської неповної СШ Ачитського району Свердловської області
- Кудрявцева, Ганна Василівна — директор Олександрівської СШ Сахалінської області[47]
- Кузнєцова, Федосія Василівна - вчителька Щолківської НШ Верейського району Московської області
- Кузнєцова, Пелагея Семенівна - вчителька Чорно-Ярської СШ Чорно-Ярського району Сталінградської області
- Кузьміна, Ольга Геннадіївна - вчителька Ахматської неповної СШ Бальцерського кантону АРСР Німців Поволжя
- Куликова, Ганна Миколаївна - вчителька Введенської НШ Борисоглібського району Ярославської області
- Курбангалєєв, Сафіулла Асадулович — вчитель неповної СШ Юмагузинського району Башкирської АРСР
- Кругляк, Матвій Федорович - вчитель Середино-Будської СШ Середино-Будського району Сумської області Української РСР
- Купріна, Марія Михайлівна - вчителька Нижньо-Болотівської НШ Бакчарського району Наримського округу Новосибірської області
- Кутателадзе, Теофіл Георгійович - вчитель Багдадської СШ Багдадського району Грузинської РСР
- Кутузова, Марія Максимівна - вчителька Відскоченської НШ Хлівенського району Воронезької області
- Куценко, Елена Александровна — учительница Краснополянской НШ Савинского района Харьковской области Украинской ССР
- Кучаєва, Агрипін Петрівна — вчителька Ремезенської НШ Чамзинського району Мордівської АРСР

Кучеров, Никифор Васильович - вчитель НШ колгоспу ім. Калініна Єсентуцького району Орджонікідзевського краю
- Кучурін, Іван Михайлович - вчитель Суземської СШ Суземського району Орловської області,
- Лаврова, Агафія Авдотівна - вчителька Сабінської СШ Сабінського району Татарської АРСР
- Лавруша, Євдокія Іванівна - завідувач Костромської НШ Апостолівського району Дніпропетровської області Української РСР
- Лаптєва, Валентина В'ячеславівна — вчителька Стрілецької НШ Лебедянського району Рязанської області
- Лапиріна, Єлизавета Олександрівна - вчителька Сожинської СШ Смоленського району Смоленської області
- Ларина, Раїса Григорівна - вчителька Матюнинської НШ Майнського району Куйбишевської області
- Лебедєв, Сергій Іванович - вчитель початкових класів Маліївської неповної СШ Льгівського району Курської області
- Лекомцева, Анастасія Андріївна - вчителька Ключівської неповної СШ Глазівського району Удмуртської АРСР
- Леонтьєва, Лідія Іванівна - директор Мяндусельської неповної СШ Медвежегорського району Карельської АРСР
- Лепешко, Ігнат Олексійович - вчитель Теребельської НШ Руденського району Мінської області Білоруської РСР
- Лисанський, Володимир Соломонович - вчитель Єфінгарської школи Баштанського району Миколаївської області Української РСР
- Ломакіна, Ганна Костянтинівна - вчителька Кубенської НШ Кубино-Озерського району Вологодської області
- Луб'янський, Дмитро Іванович - вчитель НШ села Пустельники, Корнінського району Житомирської області Української РСР
- Ляшенко, Василь Еммануїлович - вчитель Димитрівської неповної СШ Знам'янського району Кіровоградської області Української РСР
- Мазур, Ксенія Володимирівна - вчителька Бориспільської СШ Бориспільського району Київської області Української РСР
- Махамбетов, Габдулла - вчитель Тайпакської СШ Тайпакського району Західно-Казахстанської області Казахської РСР
- Макарівська, Клавдія Михайлівна — вчителька Середньо-Ахтубінської НШ Середньо-Ахтубінського району Сталінградської області
- Малевинська, Олександра Миколаївна - завідувачка Талецької НШ Ледензького району Вологодської області
- Малова, Катерина Дементьєвна - вчителька Білогірської НШ Чистопольського району Татарської АРСР
- Малишев, Родіон Якович - завідувач Бистрянської НШ Горецького району Могилівської області Білоруської РСР
- Масленніков, Анатолій Якович - завідувач Гвасюгінської школою району ім. Лазо Хабарівської області
- Матвєєв, Іван Тимофійович - завідувач НШ с. Єлизаветівка Краснолучського району Ворошиловградської області Української РСР
- Матрошиліна, Серафима Іванівна — вчителька Дергачівської НШ Дергачівського району Саратівської області
- Модестова, Надія Петрівна - завідувачка Рязанцевської НШ Ржевського району Калінінської області
- Меджідов, Меджид Джавад-огли - вчитель НШ Сальянського району Азербайджанської РСР
- Меліков, Орудж Гаджі-огли - вчитель неповної СШ Кубинського району Азербайджанської РСР
- Метелєва, Ганна Федорівна — вчителька Юськінської неповної СШ Кезького району Удмуртської АРСР
- Митрофанов, Митрофан Степанович - вчитель Мякішевської неповної СШ Хвойнінського району Ленінградської області
- Мозалевський, Сергій Дмитрович — вчитель Сосницької СШ Сосницького району Чернігівської області Української РСР
- Маркелова, Зінаїда Кіндратівна — вчителька СШ Чебеньківського зернорадгоспу Оренбурзького району Чкалівської області
- Мурадов, Сахат - директор неповної СШ аула Ашхабад Ашхабадського району Туркменської РСР
- Муртазін, Фахкулбаян Ахметгалієвич - вчитель НШ Кушнаренківського району Башкирської АРСР
- Муталімов, Магомед Муталімович - вчитель Акташаульської неповної СШ Хасав-Юртівського району Дагестанської АРСР
- Мухачова, Олена Степанівна - вчителька Михайлівської НШ Бірського району Башкирської АРСР
- Навлицький, Володимир Вікентійович — вчитель НШ при колгоспі імені Паризької Комуни Широко-Карамиського району Саратовської області
- Нагієв, Таги - завідувач Гапцазької НШ Докузпаринського району Дагестанської АРСР
- Назаров, Саїд - вчитель НШ ім. Лермонтова Сароїбердинської кишкової ради, Бальджуанського району Таджицької РСР
- Наубетов, Хамідулла - вчитель Тущикудукської неповної СШ Іскульського району Гуріївської області Казахської РСР
- Нафіков, Мударіс Абдулхабірович — директор Удряк-Башівської неповної СШ Благоварського району Башкирської АРСР
- Немешаєв, Володимир Васильович - вчитель Рогачівської неповної СШ Комуністичного району Московської області
- Несходовська, Ольга Дмитрівна — вчителька Кознічанської неповної СШ Бишівського району Київської області Української РСР
- Ніжарадзе, Лонгіноза Іполитович - директор неповної ЗОШ с. Ткачирі, Кутаїського району Грузинської РСР
- Нікіфорова, Віра Олексіївна - вчителька Володимирської НШ Молотівського району Приморського краю
- Ніколенко, Катерина Фоминична - вчителька Троїцької НШ Старо-Оскольського району Курської області
- Новик, Феодора Павлівна — вчителька Ольдойської СШ Скобородинського району Читинської області
- Новосельський, Михайло Леонтійович - вчитель НШ Янгі-Юльського району Ташкентської області Узбецької РСР
- Нурумбетов, Аймурза - вчитель НШ Тахта-Купирського району Кара-Калпакської АРСР
- Нуркян, Іскендир - вчитель Тас-Уткульської неповної СШ Карабутакського району Актюбінської області Казахської РСР
- Образцова, Катерина Миколаївна - вчителька 2-ї Пестівської СШ Пістівського району Ленінградської області
- Окладников, Ілля Єрмолаєвич - завідувач Апано-Ключинської НШ Абанського району Красноярського краю
- Оніщенко, Наталія Іванівна — вчителька СШ села Нижні Сенжари Нижньо-Сенжарського району Полтавської області Української РСР
- Орехов, Олександр Іванович - директор Доворецької неповної СШ Солецького району Ленінградської області
- Осмоловська, Катерина Костянтинівна - завідувачка Ток-Шейхської НШ Ак-Шейхського району Кримської АРСР
- Павленко, Єфросинія Іванівна - вчителька Новосільської неповної СШ Богушівського району Вітебської області Білоруської РСР
- Павловська, Віра Юхимівна — вчителька Андрушівської СШ Андрушівського району Житомирської області Української РСР
- Папін, Іван Дмитрович — вчитель Сестринської НШ Івантеївського району Саратовської області
- Пасічникова, Юлія Петрівна - вчителька НШ Алтайського району Алтайського краю[48]
- Паталаха, Павло Васильович - шкільний інспектор РОНО Миколаївського сільського району Миколаївської області Української РСР
- Пашкова, Антоніна Іванівна - директор Мінгрельської СШ Абінського району Краснодарського краю
- Пегова, Євдокія Григорівна - вчителька Солтонської неповної СШ Солтонського району Алтайського краю
- Пенькова, Євдокія Петрівна - вчителька Новлянської неповної СШ Наволокського району Іванівської області
- Перевозчикова, Параска Іванівна — вчителька Духовницької СШ Духовницького району Саратівської області
- Перунова, Ольга Олексіївна - завідувачка Нижньо-Ізбилецької НШ Павлівського району Горьківської області
- Петрова, Тетяна Григорівна - вчителька Карельської НШ Моршанського району Тамбовської області
- Петров, Степан Васильович - завідувач Гажанської НШ Куединського району Пермської області
- Петрова, Ганна Іванівна — вчителька Усть-Камчатської неповної СШ Камчатської області
- Печенкіна, Ніна Олександрівна — вчителька ЗОШ станиці Зручної Удобинського району Краснодарського краю
- Пігузов, Костянтин Олександрович - вчитель Старо-Мертлінської НШ Будьоннівського району Татарської АРСР
- Пір, Клавдія Львівна - вчителька НШ Джар-Курганського району Бухарської області Узбецької РСР
- Писаренко, Павло Петрович - вчитель Татаринської неповної СШ Євдаківського району Воронезької області
- Піскарьов, Олексій Петрович - завідувач РОНО Павлово-Посадського району Московської області
- Плеханова, Віра Федорівна — вчителька Курмачкаської неповної СШ Ладського району Мордівської АРСР
- Плюхіна, Марія Павлівна — вчителька Ольховатської неповної СШ Ольховатського району Воронезької області
- Побережна, Ганна Василівна - вчителька Гаврилівської НШ Межевського району Дніпропетровської області Української РСР
- Побережник, Ігнатій Семенович - завідувач НШ Теплицького району Вінницької області Української РСР
- Погосян, Айкум Оганесівна - вчителька Туманянської СШ Аллавердського району Вірменської РСР
- Покровська, Ніна Василівна - вчителька Мамошинської НШ Ново-Петровського району Московської області
- Пономарьова, Олександра Дмитрівна - вчителька Михайлівської НШ Будьоннівського району Приморського краю
- Попова, Павла Сергіївна - завідувачка Кузьмино-Гатьєвської НШ Тамбовського району Тамбовської області
- Попова, Ганна Григорівна — вчителька Скороднянської неповної СШ Скороднянського району Курської області
- Посашева, Зінаїда Іллівна — вчителька Узгенської СШ Узгенського району Киргизької РСР
- Постнікова, Євдокія Миколаївна — вчителька Андрівської СШ Бердянського району Запорізької області Української РСР
- Преображенська, Людмила Михайлівна - завідувачка Миколо-Топорської НШ Мишкінського району Ярославської області
- Приданцева, Клавдія Федорівна - вчителька Краснокутської СШ Тигдинського району Читинської області

8Притулова, Олександра Миколаївна - завідувачка Нижньо-Замараївської НШ Довжанського району Орловської області
- Прокопович, Олена Максимівна — вчителька Крутоярської НШ Бобринецького району Кіровоградської області Української РСР
- Пустовалова, Агафія Петрівна — вчителька Лісно-Конобеївської неповної СШ Шацького району Рязанської області
- Раїмжанов, Гусман - вчитель Сарикудуської НШ Чингіставського району Східно-Казахстанської області Казахської РСР
- Рахметов, Сальмен - вчитель ЗОШ Павлодарського району Павлодарської області Казахської РСР
- Ревенко, Глікерія Степанівна — директор Волоконівської СШ Волоконовського району Курської області
- Релік, Олександра Георгіївна - вчителька Веденської СШ Веденського району Чечено-Інгушської АРСР
- Робіташвілі, Володимир Заалович - вчитель Ахашенської неповної СШ Гурджаанського району Грузинської РСР
- Рогозіна, Євдокія Павлівна — вчителька Шарлицької неповної СШ Шарлицького району Чкалівської області
- Родигіна, Євдокія Олександрівна - вчителька Німської СШ Немського району Кіровської області
- Рожко, Микита Дем'янович - вчитель СШ села Літки Броварського району Київської області Української РСР
- Рознімахіна, Неоніла Михайлівна — вчителька ЗОШ с. Чутівка Чутівського району Полтавської області Української РСР
- Рубинська, Марія Митрофанівна — завідувачка початкової Єгоріївської школи Балаклійського району Харківської області Української РСР
- Рукавішніков, Георгій Михайлович - вчитель СШ Північно-Єнісейського району Красноярського краю
- Рибалкіна, Олександра Павлівна - вчителька Краснохолмської неповної СШ Лиманівського району Воронезької області
- Саакян, Сімак Мкртичевич — вчитель, обраний заступником голови Президії Верховної Ради Вірменської РСР
- Саварін, Архіп Пантелеймонович - вчитель НШ с. Біланівка Кам'янець-Подільського району Кам'янець-Подільської області Української РСР
- Савельєв, Захарій Петрович - вчитель Биківщинської неповної СШ Гдовського району Ленінградської області
- Савельєва, Юлія Михайлівна - завідувачка Казанської НШ Павлово-Посадського району Московської області
- Самадов, Каюм - вчитель НШ кишкової ради Ходжимат Файзабадського району Таджицької РСР
- Самадашвілі, Олександр Георгійович - директор СШ с. Ікоті Ленінгірського району Грузинської РСР
- Сапєлкіна, Тетяна Феофілівна - вчителька Рижківської НШ Шклівського району Могилівської області Білоруської РСР
- Сахаров, Олександр Михайлович - вчитель Битківської СШ Сузунського району Новосибірської області
- Селезньова, Зоя Йосипівна — вчителька Башківської НШ Жовтневого району Калінінської області
- Серманівська, Євгенія Петрівна - вчителька Харманутської школи Тулунського району Іркутської області
- Сізов, Матвій Олексійович - завідувач Любовшинської НШ Ново-Деревеньківського району Орлівської області
- Силін, Василь Тимофійович - вчитель Надвинської СШ Руднянського району Смоленської області
- Синько, Іван Антонович - вчитель початкових класів Ново-Майчківської неповної СШ Каховського району Миколаївської області Української РСР
- Скородумова, Ганна Петрівна - вчителька Мокшанської СШ Мокшанського району Пензенської області
- Скріннікова, Іраїда Архіпівна — вчителька Мостоцької неповної СШ Могилівського району Могилівської області Білоруської РСР
- Скрипбер, Григорій Васильович — вчитель неповної ЗОШ села Мало-Камишіватське Красноградського району Харківської області Української РСР
- Смагулов, Абдрахман - вчитель НШ Каркаралінського району Карагандинської області Казахської РСР
- Слюзинська, Віра Купріянівна — вчителька початкових класів ЗОШ села Боярка, Лисянського району Київської області Української РСР
- Смирнова, Валентина Никифорівна - вчителька Троїцької СШ Біляївського району Одеської області Української РСР
- Соловйова, Валентина Іванівна - вчителька Березово-Гайської НШ Дубово-Уметського району Куйбишевської області
- Спірков, Георгій Іванович - директор Гонгінської неповної СШ Вінницького району Ленінградської області
- Степанов, В'ячеслава Миколайович - вчитель Панської НШ Ульянівського району Куйбишевської області
- Строєв, Іван Іванович - завідувач Заліської НШ Сосновського району Горьківської області
- Султанов, Біктимир Султанович — завідувач навчальної частини Никифорівської неповної СШ Альшеївського району Башкирської АРСР
- Султанов, Хасан Султанович - директор Міякінської СШ Міякинського району Башкирської АРСР
- Сумарокова, Олександра Костянтинівна - директор Приволзької неповної СШ Середського району Іванівської області
- Суровцева, Марфа Тимофіївна - вчителька Меркенської СШ Меркенського району Південно-Казахстанської області Казахської РСР
- Сухова, Марія Василівна - вчителька Дебринської НШ Хворостянського району Воронезької області
- Сухорукова, Антоніна Андріївна - вчителька Хлизовської НШ Шадринського району Челябінської області
- Талібов, Кахор - вчитель НШ колгоспу ім. Ворошилова, Дангаринського району Таджицької РСР
- Танигіна, Марія Іванівна — вчителька НШ Асинівського району Новосибірської області
- Таскіна, Клавдія Павлівна - вчителька Лукоянівської сільської неповної СШ Лукоянівського району Горьківської області
- Тафинцева, Людмила Григорівна — вчителька Ляпігівської СШ Олешківського району Воронезької області
- Твердохліб, Прокофій Лук'янович - вчитель Моївської школи Чернівецького району Вінницької області Української РСР
- Теміраєв, Тазе Єлмарзайович - вчитель Махчеської неповної СШ Махчеського району Північно-Осетинської АРСР
- Тернов, Іван Дмитрович — вчитель Божедарівської СШ Божедарівського району Дніпропетровської області Української РСР
- Теслюков, Георгій Іванович - завідувач Чулатовської НШ Новгород-Сіверського району Чернігівської області Української РСР
- Тимофєєва, Софія Микитівна — завідувач Акчеринської НШ Єласівського району Марійської АРСР[49]*Тимофєєв, Веніамін Харитонович - вчитель Бураківської НШ Приозерного району Архангельської області
- Тімушева, Наталія Семенівна — вчителька Усть-Куломської СШ Комі АРСР
- Тихомирова, Олександра Валентинівна - вчителька СШ Павлівського району Воронезької області
- Ткачова, Хіонія Захарівна - вчителька Мостівської НШ Семикаракорського району Ростовської області
- Ткач, Родіон Іванович - вчитель Михайлівської неповної СШ Ямпільського району Вінницької області Української РСР
- Ткаченко, Микита Дмитрович — вчитель Пісковської СШ Пісковського району Воронезької області
- Трифонова, Варвара Василівна - завідувачка Підгоринської НШ Старо-Юр'ївського району Тамбовської області
- Труфанова, Вікторія Павлівна - вчителька Петренківської НШ Новоайдарського району Ворошиловградської області Української РСР
- Тупіцина, Ганна Ігнатівна - вчителька Звягінської НШ Пушкінського району Московської області
- Турчин, Петро Леонтійович - вчитель СШ станиці Брюховецька Брюховецького району Краснодарського краю
- Турченко, Павло Савич - завідувач РОНО Хорольського району Полтавської області Української РСР
- Тучкова, Олександра Олексіївна - вчителька Левашинської СШ Левашинського району Дагестанської АРСР
- Тютькін, Микола Сергійович - вчитель Мало-Лазовської неповної СШ Мічуринського району Тамбовської області
- Уварова, Єлизавета Пантелеймонівна - завідувачка Бережецької НШ Харівського району Вологодської області
- Ульянова, Олена Карповна - вчителька Старо-Яксарської неповної СШ Шемишейського району Пензенської області
- Утемісов, Джунус Смаргалійович - вчитель СШ Чингірлауського району Західно-Казахстанської області Казахської РСР
- Ушаков, Василь Васильович - завідувач Рубінської НШ Тюхтетського району Красноярського краю
- Федоренко, Наталія Миколаївна — директор Врадіївської неповної ЗОШ Б.-Врадіївського району Одеської області Української РСР
- Філіппова, Юлія Семенівна — вчителька Троїцької СШ Троїцького району Алтайського краю
- Фірсов, Іван Іванович - вчитель Пешнігортської неповної СШ Комі-Перм'яцького округу Пермської області
- Хабібулдаєв, Абдрахім - вчитель Аккумської НШ Кармакчинського району Кзил-Ординської області Казахської РСР
- Хабібуліна, Латифа Ідрисівна — вчителька Кзиласкерської неповної СШ Ворошилівського району Киргизької РСР
- Хакімова, Давлятбі - вчителька НШ кишлаку Новобот Комсомолабадського району Таджицької РСР
- Халільов, Бекір — завідувач Куйбишевського РОНО Кримської АРСР
- Халтуріна, Катерина Іванівна - завідувачка Лебедівської НШ Уржумського району Кіровської області[50]
- Ханін, Григорій Борисович - вчитель Рошківської неповної СШ Кам'янського району Молдавської АРСР
- Харітонів, Михайло Харитонович - вчитель Карлиганської неповної СШ Марі-Турекського району Марійської АРСР
- Харитонова, Ольга Тихонівна — вчителька Поліво-Сундирської неповної СШ Комсомольського району Чуваської АРСР
- Харламова, Ольга Олександрівна - вчителька Горецької неповної СШ Шимського району Ленінградської області
- Хасенов, Маєк — вчитель НШ Кош-Агацького аймака Ойротської автономної області Алтайського краю
- Хілков, Костянтин Іванович - вчитель Веселівської неповної СШ Тернівського району Пензенської області
- Хіменко, Стефан Трохимович - завідувач Засульської НШ Роменського району Сумської області Української РСР
- Ходжаєва, Айша - вчителька НШ Мирзачульського району Ташкентської області Узбецької РСР
- Холодняк, Сава Тарасович - завідувач РОНО Городнянського району Чернігівської області Української РСР
- Хоровинникова, Олександра Петрівна - вчителька Безенчуцької СШ Безенчуцького району Куйбишевської області
- Хржанівський, Геннадій Іванович - директор Любарської неповної СШ Базарського району Житомирської області Української РСР
- Храмова, Ганна Михайлівна - вчителька, висунута завідувачкою Маслянським РОНО Омської області
- Худякова, Параска Федоровна — вчитель Єлшанської неповної ЗОШ № 1 Бузулуцького району Чкалівської області
- Цагов, Магомед Ісмелович - вчитель Сармаківської неповної СШ Нагірного району Кабардино-Балкарської АРСР
- Цикуненко, Георгій Васильович - завідувач Косільської НШ Кормянського району Гомельської області Білоруської РСР
- Цикунов, Олександр Гаврилович - вчитель НШ № 1 Рогачівського району Гомельської області Білоруської РСР
- Цитковська, Олена Йосипівна - вчителька Вільщинської неповної СШ Дзержинського району Мінської області Білоруської РСР
- Черкас, Микита Самойлович - вчитель Градівської СШ Червоноармійського району Сталінської області Української РСР
- Чорноглазова, Софія Ардалионівна - вчителька Петрилівської НШ Іллінського району Іванівської області
- Чіркіна, Ганна Дмитрівна - завідувач Красногірської НШ Шахунського району Горьківської області
- Чирков, Георгій Григорович - директор Олександрівської неповної СШ Варненського району Челябінської області
- Числова, Ганна Михаїлівна — вчителька Абрамівської неповної СШ Абрамівського району Воронезької області
- Чуришева, Ганна Євстигніївна - вчителька Угорської СШ Угорського району Новосибірської області
- Шалхиков, Мутул Шалхикович - вчитель Барунівської НШ Юстинського улусу Калмицької АРСР[51]
- Шахмурзаєв, Сагід Османович — вчитель неповної ЗОШ селища Верхній-Чегем Чегемського району Кабардино-Балкарської АРСР
- Шевченка, Олександра Григорівна - вчителька Бураївської неповної СШ Ворошилівського району Ворошиловградської області Української РСР
- Шекатурова, Наталія Дмитрівна - вчителька Круглівської НШ Лотошинського району Московської області
- Шем'якін, Федір Михайлович - вчитель Акимо-Іллінської СШ Вузловського району Тульської області
- Шенько, Параска Іванівна - вчитель Осівської НШ Хойникського району Поліської області Білоруської РСР
- Шепель, Катерина Семенівна - завідувачка Рощинської НШ Горьківського району Омської області
- Шестаков, Олексій Захарович - завідувач Чуївської НШ Звірівського району Ростовської області
- Шестов, Георгій Тимофійович - вчитель Воздвиженської неповної СШ Червоно-Партизанського району Чкалівської області
- Шипіна, Агафія Олександрівна — вчителька Пелагіадської неповної СШ Ворошилівського району Орджонікідзевського краю
- Шохіна, Марія Павлівна - завідувачка Чеченинської НШ Роботкинського району Горьківської області
- Шуманівський, Корній Павлович - вчитель Казновської НШ Фастівського району Київської області Української РСР
- Шумков, Григорій Іванович - вчитель Ношинської неповної СШ Абанського району Красноярського краю
- Шутова, Марія Василівна - вчителька Старо-Решетської НШ Первоуральського району Свердловської області
- Щеглова, Олександра Федорівна - вчителька Парамонівської неповної СШ Морозівського району Ростовської області
- Ефендієв, Гамзат Мамед-огли - вчитель педагогічного училища Закатальського району Азербайджанської РСР
- Ющенко, Захарій Йосипович - завідувач НШ села Перше-Травневе Яблонівського району Чернігівської області Української РСР
- Якимівська, Ганна Олександрівна — завідувачка Виповзівської НШ Іллінського району Іванівської області
- Яковлєва, Зінаїда Юхимівна — директор Єсипівської неповної СШ Сонячногірського району Московської області
- Ятвинський, Борис Федорович - вчитель Осипівської НШ Ананьївського району Молдавської АРСР[52]

### 17 травня
- Про нагородження колективів робітників, інженерно-технічних працівників та службовців підприємств хімічної промисловості

- За «перевиконання виробничого плану та успішну організацію стахановської роботи» нагороджений  :

- Колектив робітників, службовців, інженерно-технічних та господарських працівників Ярославського гумово-азбестового комбінату

- Про нагородження працівників хімічної промисловості

- За «зразки стаханівської роботи та успіхи у справі освоєння нової техніки на заводах та рудниках хімічної промисловості» нагороджені  :

- Березовський, Іван Опанасович — колишній директор Сталіногорського хімкомбінату, нині заступник Наркому хімічної промисловості
- Баєв, Тимофій Єгорович — директор заводу СК-2
- Бондаренко, Іван Антонович - начальник зміни цеху Донецького содового заводу
- Баяндін, Дмитро Макарович - майстер цеху Березниківського хімкомбінату
- Галіоскаров, Хісангір - майстер заводу «Червоний богатир»
- Грачов, Василь Іванович - каландровожатий заводу «Каучук»
- Денісов, Михайло Федорович — колишній доцент Військової Академії хімічного захисту ім. Ворошилова, нині Народний комісар хімічної промисловості
- Дзяткевич Софія Дмитрівна — збирачка автопокришок Ярославського гумово-азбестового комбінату
- Зеленов, Кузьма Семенович - клейник заводу «Каучук»
- Конюхов, Микола Олексійович - начальник цеху Березниківського хімкомбінату
- Коган, Гірш Михелевич - завідувач лабораторії заводу літ. «Б»
- Кулешов, Микола Гаврилович - бригадир слюсарів Сталіногорського хімкомбінату
- Локшин, Леон Маркович - колишній начальник Головхімпрому, нині заступник Наркому хімічної промисловості
- Мельник Борис Давидович – головний інженер Ленінградського заводу «Червоний хімік»
- Макаров, Матвій Федорович - апаратник Дорогоміловського хімзаводу
- Назаров, Петро Сергійович — директор заводу СК-4
- Патоличов, Микола Семенович — секретар Ярославського обкому ВКП(б)
- Плен, Юхим Пилипович - майстер вальцювання заводу «Червоний трикутник»
- Соловйов, Михайло Іванович — колишній директор Ярославського гумово-азбестового комбінату, нині начальник Головшинпрому
- Соловйов, Костянтин Михайлович - збирач автопокришок Ярославського гумово-азбестового комбінату
- Фролов, Олександр Якович — директор заводу «Червоний богатир»
- Хакімов, Ярула Хакимович - апаратник Чорноріченського хімзаводу
- Чепцова, Любов Михайлівна — галошниця заводу «Червоний богатир»
- Чижов, Олександр Федорович - апаратник заводу № 94
- Черв'яков, Федір Михайлович - помічник начальника автоклавного цеху в Каракумах
- Шавіков, Федір Єлизарович - секретар парткому Ярославського шинного заводу
- Шацьких, Петро Олексійович - кочегар Сталіногорського хімкомбінату

### 22 травня
- Про нагородження працівників промисловості боєприпасів

- За «успішне виконання завдання Уряду з виробництва боєприпасів, за освоєння нових зразків боєприпасів для РСЧА та Військово-Морського флоту та за зразкову організацію стахановської роботи» нагороджені  :

- Бодров, Сергій Якович — директор заводу ім. Дзержинського
- Бунін, Сергій Олексійович - головний інженер заводу № 68
- Брук, Григорій Наумович — директор заводу № 4, колишній начальник ВЗП заводу
- Большакова, Марія Семенівна - працівниця заводу № 6
- Васильєв, Микола Петрович — головний технолог ГСКБ-47
- Вишневський, Давид Миколайович — начальник ЦКЛ-22
- Грязнов, Дмитро Михайлович - бригадир заводу № 52
- Давидова, Клавдія Сергіївна - бригадир заводу № 14
- Євсеєв, Степан Костянтинович - начальник ділянки заводу № 42
- Єрченков, Іван Михайлович - головний механік заводу № 62
- Єфремов, Борис Олексійович — начальник ЦУМС'у, колишній директор заводу № 11
- Замараєв, Сергій Степанович - слюсар заводу ім. Дзержинського
- Заговалова, Євгенія Миколаївна - бригадир заводу № 52
- Зав'ялова, Єлизавета Миколаївна - налагоджувальниця автоматів заводу ім. Дзержинського
- Іняшкін, Михайло Степанович — заступник Наркому боєприпасів, колишній секретар парткому заводу № 11
- Іоффе, Костянтин Ілліч — директор заводу № 40, колишній директор заводу № 52
- Какунін, Сергій Сергійович — директор заводу № 62
- Козлов, Микола Володимирович - секретар парткому заводу № 68
- Кончов, Семен Кузьмич — начальник 14-го Главку, колишній директор заводу № 50
- Комаров, Пилип Андрійович - парторг ЦК ВКП(б) заводу ім. Дзержинського
- Кулаков, Микола Тимофійович — начальник ГСКБ-47]
- Лук'янов, Дмитро Степанович - начальник цеху заводу ім. Дзержинського
- Мінгалеєв, Мурзалей - робітник заводу № 40
- Макова, Ганна Андріївна - майстер заводу № 52
- Михайлов, Олександр Іванович — заступник Наркому боєприпасів
- Мішин, Михайло Ілліч - начальник ділянки заводу № 42
- Мурашова, Феоктиста Олексіївна - контрольний бракувальник заводу № 50
- Овчинніков, Василь Гаврилович — секретар райкому ВКП(б) заводу № 50
- Окунь, Герберт Абрамович - заступник начальник відділу ЦКЛ-22
- Путилова, Євгенія Матвіївна - токар заводу № 68
- Сергєєв, Іван Павлович — колишній начальник артилерійських курсів удосконалення, нині Народний комісар боєприпасів СРСР ≠
- Слонімер, Борис Михайлович — директор НДІ-3
- Соків, Валентин Єфремович - парторг ЦК ВКП(б) заводу № 4
- Смагін, Петро Євграфович - наладчик заводу № 50
- Сергєєва, Фекла Сергіївна - бригадир заводу № 204
- Самофєєва, Віра Федорівна - токар заводу № 68
- Тургенєва, Надія Гаврилівна - працівниця заводу № 40
- Ходяков, Олександр Костянтинович — заступник Наркому боєприпасів, колишній директор заводу № 68 ≠
- Шибанов, Василь Якович — директор заводу № 11, колишній головний інженер заводу № 11
- Шайхудінов, Саліх - слюсар заводу № 98
- Усюкін, Іван Петрович — завідувач кафедри Інституту хімічного машинобудування
- Юлов, Петро Олексійович - майстер заводу № 52

### 27 травня
- Про нагородження будівельників Великого Ферганського каналу імені тов. І. Ст. Сталіна

- За «видатні успіхи щодо сприяння заводам та армії у справі освоєння нової військової техніки» нагороджені  :

1. військовий інженер 2-го рангу Бурмістрів, Іван Степанович
2. бригінженер Петров, Іван Федорович

## Червень

### 7 червня
- Про нагородження Киргизького Державного музичного театру та Киргизької Державної філармонії'

- За «видатні заслуги у розвитку театральної та музичної культури та виховання національних художніх кадрів» нагороджений  :

- Киргизький Державний музичний театр

- Про нагородження учасників Декади киргизького мистецтва, працівників Киргизького Державного музичного театру та Киргизької Державної філармонії'

- За «видатні заслуги у справі розвитку киргизького театрального мистецтва» нагороджені  :

1. Куттубаєва, Анвар - заслужена артистка Киргизької РСР, артистка Киргизького Державного музичного театру
2. Малдибаєв, Абдилас - заслужений діяч мистецтв Киргизької РСР, артист Киргизького Державного музичного театру

### 8 червня
- Про нагородження працівників промисловості Наркомату озброєння Спілки РСР

- За «виконання урядових завдань та освоєння нових зразків озброєння та зміцнення бойової могутності Червоної Армії та Військово-Морського Флоту» нагороджені  :
- Завод № 180

- Альонкін, Іван Олексійович — стругальник заводу № 393
- Балашев, Григорій Михайлович - робітник-свердувальника заводу № 2
- Бєлявцев, Петро Семенович - слюсар заводу № 393
- Березін, Михайло Євгенович — конструктор ЦКЛ-14
- Берцев, Йосип Георгійович — головний інженер заводу № 2
- Бихівський, Абрам Ісаєвич — директор заводу № 180
- Івкін, Олексій Дмитрович — робітник-нарізник заводу № 221
- Кантєєв, Анатолій Харитонович - токар-стахановець Прожекторного заводу
- Кочкарьова, Тетяна Спиридонівна - працівниця заводу № 180
- Медведєв, Сергій Кирилович — директор заводу № 173
- Сілін, В'ячеслав Іванович — конструктор ЦКЛ-14
- Старостін, Василь Васильович - слюсар заводу № 173
- Степанов, Андрій Михайлович - коваль заводу № 180
- Уваров, Іван Олександрович — директор заводу ГОМЗ імені ОГПУ
- Фоміна, Катерина Дмитрівна - фрезерувальник заводу № 173
- Чеботарев, Федір Кузьмич — директор заводу № 393
- Чекалов, Іван Григорович - робітник заводу ГОМЗ імені ОГПУ
- Шавирин, Борис Іванович — начальник СКБ-4

### 10 червня
- Про нагородження Вищого Військово-Морського Червонопрапорного Училища імені М.В. Фрунзе

- В ознаменування 20-ї річниці Вищого Військово-Морського Червонопрапорного Училища імені М. В. Фрунзе, «за бойові заслуги в роки громадянської війни та успіхи у підготовці командних кадрів Робітничо-Селянського Військово-Морського Флоту» нагороджено  :

- Вище Військово-Морське Червонопрапорне Училище імені М.В. Ст. Фрунзе

- Про нагородження командирів та політпрацівників Вищого Військово-Морського Червонопрапорного училища ім. М. В. Фрунзе

- У зв'язку з 20-ми роковинами Вищого Військово-Морського Червонопрапорного Училища імені М. В. Фрунзе, «за багаторічну чесну роботу з вирощування та виховання командних кадрів Робітничо-Селянського Військово-Морського Флоту» нагороджений  :

- капітан 1-го рангу Дмитрієв, Іван Миколайович

- Про нагородження Вищого Військово-Морського Інженерного Училища імені Ф. Е. Дзержинського

- На ознаменування 20-ї річниці Вищого Військово-Морського Інженерного Училища імені Ф. Е. Дзержинського, за «бойові заслуги в роки громадянської війни, виняткові успіхи у справі підготовки командирів-інженерів для Робочо-Селянського Військово-Морського Флоту та оволодіння новітніми зразками нагороджено  :

- Найвище військово-морське інженерне училище імені Ф. Е. Дзержинського

- Про нагородження командирів та політпрацівників Вищого Військово-Морського Інженерного Училища імені Ф. Е. Дзержинського

- У зв'язку з 20-ми роковинами Вищого Військово-Морського Інженерного Училища імені Ф. Е. Дзержинського, «за багаторічну чесну роботу з вирощування та виховання командних кадрів Робітничо-Селянського Військово-Морського Флоту» нагороджені  :

- інженер-флагман 3-го рангу Антонов, Леонід Іванович
- інженер-флагман 2-го рангу Кочкін, Микола Олександрович
- інженер-флагман 3-го рангу Соколів, Володимир Арсенович

- Про нагородження командирів та поліпрацівників Навчального загону підводного плавання імені С. М. Кірова

- У зв'язку з 20-ми роковинами Навчального Загону підводного плавання імені С.М. Кірова, за «довгорічну чесну роботу з вирощування та виховання командних кадрів Робітничо-Селянського Військово-Морського Флоту» нагороджений  :

- флагман 2-го рангу Броневицький, Петро Семенович

### 11 червня
- Про нагородження Героя Радянського Союзу Коккінакі Ст. До. і т.д. Гордієнко М. Х.

- За "здійснення героїчного безпосадкового перельоту Москва - Ісландія - Північна Америка і виявлені при цьому витримку і відвагу" нагороджені  :

1. Герой Радянського Союзу Коккінакі, Володимир Костянтинович - командир екіпажу літака "Москва"
2. Гордієнко, Михайло Харитонович - штурман літака "Москва"

### 21 червня
- Про нагородження працівників Кіровського заводу

- За «успішну роботу з виконання спеціального урядового завдання» нагороджений  :

- Рудаков, Микола Олексійович - колишній секретар РК ВКП(б) Кіровського району р. Ленінграда, нині завідувач техбюро Кіровського заводу

### 23 червня
- Про нагородження Окремої мотострілецької дивізії особливого призначення імені Фелікса Дзержинського

- В ознаменуванні 15-ї річниці Окремої мотострілецької дивізії особливого призначення імені Фелікса Дзержинського, за «зразкове виконання бойових оперативних та спеціальних завдань уряду, а також за видатні успіхи в бойовій та політичній підготовці» нагороджена  :

- Окрема Мото-Стрілкова дивізія особливого призначення імені Фелікса Дзержинського.

## Липень

### 2 липня
- Про нагородження червоноармійців, командирів та політпрацівників прикордонних військ НКВС СРСР

- За «зразкове та самовіддане виконання завдань Уряду з охорони державних кордонів СРСР, за доблесть та відвагу, виявлені при захисті кордонів СРСР» нагороджені  :

- лейтенант Агапов, Петро Єрофійович
- полковник Алексєєнко, Ілля Прокопович
- капітан Андрєєв, Веніамін Іванович
- капітан Баєв, Матвій Степанович
- Політрук Баранов, Володимир Федорович
- червоноармієць Басов, Олексій Варламович
- червоноармієць Безбородов, Павло Тимофійович
- червоноармієць Білоносов, Іван Юхимович
- майор Бєляков, Яким Семенович
- Молодший командир Брославський, Матвій Юхимович
- батальйонний комісар Бубнов, Павло Федорович
- старший лейтенант Букірєв, Олександр Ілліч
- старший лейтенант Биков, Андрій Євграфович
- капітан Бічук, Пилип Андрійович
- Воєнлікар 3-го рангу Борштенбіндер, Володимир Матвійович
- старший лейтенант Бриндин, Іван Іванович
- військовий лікар 3-го рангу Васильєв, Леонід Миколайович
- лейтенант Васильєв, Федір Васильович
- капітан Вахтін, Юрій Борисович
- капітан Вікторов, Микола Никифорович
- лейтенант Вікторов, Сергій Миколайович
- Молодший командир Войткевич, Федір Іванович
- старший лейтенант Вус, Василь Никифорович
- капітан Глєбов, Петро Андрійович
- Глібович, Олександр Йосипович
- лейтенант Голубєв, Володимир Васильович
- Політрук Груничов, Василь Степанович
- лейтенант Гуренков, Федір Іванович
- старший лейтенант Гусєв, Іван Петрович
- лейтенант Демід, Федір Федорович
- батальйонний комісар Денисов, Степан Михайлович]
- червоноармієць Добринін, Павло Георгійович
- Воєнлікар 2-го рангу Дроздов, Дмитро Іванович
- старший політрук Дубінов, Іван Олександрович
- майор Єгоров, Сергій Олексійович (майор) Єгоров, Сергій Олексійович]
- молодший лейтенант Ємельянов, Микола Андрійович
- капітан Зайцев, Микола Сергійович
- молодший командир Зураєв, Пусім Майрамович
- молодший командир Іванов, Анатолій Лаврентійович
- Молодший командир Івашкін, Іван Петрович
- лейтенант Ігнатьєв, Костянтин Михайлович
- червоноармієць Ігошев, Микола Павлович
- лейтенант Ірхін, Інокентій Ніканорович
- заступник політрука Істратов, Олександр Максимович
- молодший лейтенант Кабаков, Володимир Григорович
- лейтенант Казначєєв, Сергій Іванович
- молодший лейтенант Калашніков, Іван Інокентійович
- молодший командир Каленик, Сидор Євтихійович
- молодший командир Калінін, Петро Ілліч
- червоноармієць Калініченко, Іван Федорович
- Молодший командир Капустін, Федір Олексійович
- червоноармієць Кілін, Олександр Іванович
- Молодший командир Кічкирюк, Микола Григорович
- політрук Комаристів, Яків Іванович
- лейтенант Комаров, Борис Йосипович
- лейтенант Комоса, Анатолій Савельєвіч
- заступник політрука Консков, Григорій Володимирович
- старший лейтенант Кореняко, Євген Васильович
- Молодший командир Королюк, Семен Олександрович
- молодший командир Косенко, Степан Лукич
- лейтенант Костенко, Дмитро Андрійович
- молодший лейтенант Костько, Олександр Павлович
- молодший політрук Кочетов, Микола Миколайович
- Молодший політрук Кубишев, Кірсан Максимович
- старший лейтенант Курбатов, Яків Архипович
- батальйонний комісар Куропаткін, Георгій Олексійович
- червоноармієць Лавренко, Михайло Антонович
- лейтенант Лаврентьєв, Михайло Степанович
- молодший політрук Лебедєв, Микола Олексійович
- молодший командир Лементьєв, Михайло Інокентійович
- старший лейтенант Лозоренко, Федір Адамович
- старший лейтенант Лук'янов, Олександр Миколайович
- червоноармієць Лямзін, Іван Іванович
- Воєнтехнік 1-го рангу Ляхов, Іван Анісімович
- Молодший командир Малявка, Ілля Трохимович
- Молодший командир Мітін, Прокофій Григорович
- старший лейтенант Муравйов, Сергій Сергійович
- Молодший командир Марковцев, Василь Єгорович
- Політрук Матвєєв, Микола Павлович
- Політрук Медведєв, Василь Федорович
- капітан Муравко, Михайло Федорович
- лейтенант Надудкін, Модест Семенович
- політрук Нікітченко, Петро Леонтійович
- капітан Нікулін, Василь Микитович
- молодший командир Новіков, Олександр Полікарпович
- Молодший політрук Озеров, Петро Петрович
- Молодший командир Орлов, Василь Олександрович
- молодший лейтенант Панін, Михайло Миколайович
- Молодший командир Панкратов, Михайло Васильович
- лейтенант Палітурників, Михайло Ілліч
- лейтенант Петренко, Іван Іванович
- Молодший командир Печерських, Василь Миколайович
- Політрук Пєшков, Іван Іванович
- старший лейтенант Пилипенко, Пантелеймон Іванович
- Воєнлікар 2-го рангу Плінер, Аркадій Анісімович
- червоноармієць Погорєлов, Олександр Іванович
- молодший командир Поздєєв, Микола Андрійович
- капітан Полбін, Іван Семенович
- молодший командир Полієнко, Олександр Іванович
- старший лейтенант Попов, Ілля Іванович
- Молодший командир Поскряков, Іван Петрович
- військовий інженер 1-го рангу Прачик, Іван Андрійович
- молодший лейтенант Прядко, Андрій Миколайович
- молодший командир Пучков, Олександр Захарович
- червоноармієць П'янков, Григорій Іванович
- Молодший командир Рогачов, Степан Борисович
- заступник політрука Романов, Георгій Миколайович
- старший лейтенант Ротовський, Микола Прокопович
- старший лейтенант Рубінов, Михайло Михайлович
- Молодший командир Рязанов, Петро Васильович
- політрук Сарвілін, Гаврило Андрійович
- червоноармієць Самотягін, Петро Петрович
- Молодший командир Сафронов, Анатолій Федорович
- червоноармієць Свистунов, Іван Петрович
- червоноармієць Семеновичів, Григорій Леонтійович
- молодший командир Семибратів, Павло Сергійович
- Політрук Сердюков, Іван Прокопович
- Молодший командир Сівцов, Андрій Григорович
- майор Скворцов, Борисе Михайловичу
- молодший лейтенант Скворцов, Василь Дмитрович
- червоноармієць Слизко, Петро Дмитрович
- майор Слуцков, Олексій Дмитрович
- молодший лейтенант Смирнов, Олександр Іванович
- капітан Смирнов, Віктор Сергійович
- майор Соколов, Володимир Ілліч
- червоноармієць Соколов, Микола Семенович
- лейтенант Солнцев, Павло Васильович
- батальйонний комісар Сосунов, Микола Семенович
- Політрук Срослов, Костянтин Федорович
- майор Судак, Ілля Абрамович
- лейтенант Сучков, Олександр Степанович
- Молодший командир Сушко, Микола Йосипович
- старший лейтенант Сисоєв, Андрій Петрович
- червоноармієць Титов, Іван Кузьмич
- Молодший лейтенант Тихонов, Григорій Павлович
- старший лейтенант Ткачов, Віктор Михайлович
- червоноармієць Торшилов, Олексій Васильович
- лейтенант Трифоненко, Володимир Володимирович
- старший лейтенант Трошин, Микола Васильович
- батальйонний комісар Туласов, Степан Федорович
- червоноармієць Тягун, Сергій Лук'янович
- лейтенант Уваров, Олександр Георгійович
- старший лейтенант Ульянов, Олексій Павлович
- капітан Фомін, Михайло Йосипович
- старший лейтенант Халілов, Андрій Канійович
- червоноармієць Хохлов, Олексій Митрофанович
- старший лейтенант Худенко, Яків Іванович
- лейтенант Цацулін, Іван Тимофійович
- молодший лейтенант Цолін, Борис Миколайович
- червоноармієць Чернов, Антон Семенович
- молодший командир Черновський, Давид Никонович
- лейтенант Чернишов, Анатолій Васильович
- Молодший командир Шабаров, Василь Максимович
- старший лейтенант Шабашов, Григорій Сафронович
- Воєнлікар 3-го рангу Шрайберг, Михайло Ізраїлевич
- батальйонний комісар Щелчков, Іван Васильович
- молодший лейтенант Щербак, Олександр Давидович
- майор державної безпеки Іванов, Іван Олексійович
- сержант державної безпеки Саванков, Геннадій Нікандрович

### 26 липня
- Про нагородження працівників Всесоюзного перепису населення 1939 року

- За «успішну роботу з проведення Всесоюзного перепису населення 1939 року і з організації народно-господарського обліку» нагороджені працівники Центрального Управління народно-господарського обліку Держплану СРСР, які особливо відзначилися  :

1. Немчинов, Василь Сергійович - професор статистики
2. Слутін, Іван Васильович - начальник Центрального Управління народно-господарського обліку Держплану РСР
3. Старовський, Володимир Никонович – професор статистики, заступник начальника Бюро Всесоюзного перепису населення Центрального Управління народно-господарського обліку Держплану СРСР

### 28 липня
- Про нагородження льотчика майора Стефановського П. М.

- За «виключні заслуги у справі випробування досвідчених зразків літаків та виявлену при цьому мужність і відвагу» нагороджений  :

- льотчик майор Стефановський, Петро Михайлович

- Про нагородження заслуженого артиста РРФСР тов. Козловського І. З.

- За «видатні заслуги в галузі радянського оперного мистецтва» нагороджений  :

- заслужений артист РРФСР тов. Козловський, Іван Семенович

## Серпень

### 5 серпня
- Про нагородження N-ської танкової бригади орденом Леніна і присвоєння їй імені комбригатів. Яковлєва М. П.

- За «виключні заслуги при захисті Батьківщини» нагороджена  :

- N-ська танкова бригада

### 26 серпня
- Про нагородження червоноармійців, командирів та політпрацівників прикордонних військ, а також колгоспників, робітників та службовців прикордонних районів

- За «зразкове та самовіддане виконання завдань Уряду з охорони державних кордонів, за доблесть та мужність, виявлені при захисті кордонів СРСР» нагороджений  :

- Обора, Сергій Захарович - червоноармієць

### 29 серпня
- </img> Про присвоєння звання Героя Радянського Союзу командирам Робітничо-Селянської Червоної Армії

- За «зразкове виконання бойових завдань та геройство, виявлене при виконанні бойових завдань » нагороджено  :

- молодший командир Амінєв, Віктор Олексійович ★
- капітан Артамонов, Володимир Іванович
- капітан Борисенко, Григорій Якович
- старший лейтенант Босов, Олексій Петрович
- молодший командир Бронець, Іване Івановичу ★
- майор Бурмістрів, Михайло Федорович ★
- капітан Воєводін, Леоніде Михайловичу
- лейтенант Гриньов, Микола Васильович
- майор Грухін, Микола Федорович ★
- майор Данілов, Степан Павлович
- капітан Жердєв, Микола Прокопович
- капітан Зайцев, Олександр Андрійович
- капітан Єрмаков, Андрій Павлович ★
- капітан Ільченко, Микола Петрович
- старший лейтенант Кожухов, Василь Миколайович ★
- молодший лейтенант Козлов, Дмитро Федорович
- капітан Копцов, Василь Олексійович
- Політрук Котцов, Олександр Васильович
- лейтенант Красноюрченко, Іван Іванович
- полковник Куцевалов, Тимофій Федорович
- червоноармієць Лазарєв, Євген Кузьмич
- молодший командир Луговий, Василь Петрович
- капітан Лукін, Михайло Олексійович
- лейтенант Мороз Євген Євдокимович
- старший політрук Московський, Олександр Миколайович ★
- молодший лейтенант Мясников, Іван Степанович
- старший лейтенант Нога, Митрофан Петрович
- молодший командир Підновозний, Степан Трохимович ★
- молодший командир Попов, Микола Захарович ★
- лейтенант П'янков, Олександр Петрович
- майор Рибкін, Олександр Степанович
- батальйонний комісар Скопін, Павло Олексійович
- молодший командир Слободзян, Василь Семенович
- старший лейтенант Спіхов, Федір Якович
- майор Смирнов, Борис Олександрович
- Старший політрук Суворов, Олександр Іванович ★
- полковник Тьорьохін, Макар Фоміч
- молодший політрук Тихонов, Василь Іванович ★
- старший лейтенант Філатов, Василь Романович

- Про нагородження орденами та медалями СРСР командного, політичного, начальницького складу, червоноармійців Робітничо-Селянської Червоної Армії та працівників госпіталів

- За «зразкове виконання бойових завдань, за доблесть та мужність, виявлені при виконанні бойових завдань » нагороджені  :

- лейтенант Агапов, Петро Єрофійович
- полковник Алексєєнко, Ілля Прокопович
- капітан Андрєєв, Веніамін Іванович
- капітан Баєв, Матвій Степанович
- Політрук Баранов, Володимир Федорович
- червоноармієць Басов, Олексій Варламович
- червоноармієць Безбородов, Павло Тимофійович
- червоноармієць Білоносов, Іван Юхимович
- майор Бєляков, Яким Семенович
- Молодший командир Брославський, Матвій Юхимович
- батальйонний комісар Бубнов, Павло Федорович
- старший лейтенант Букірєв, Олександр Ілліч
- старший лейтенант Биков, Андрій Євграфович
- капітан Бічук, Пилип Андрійович
- Воєнлікар 3-го рангу Борштенбіндер, Володимир Матвійович
- старший лейтенант Бриндин, Іван Іванович
- військовий лікар 3-го рангу Васильєв, Леонід Миколайович
- лейтенант Васильєв, Федір Васильович
- капітан Вахтін, Юрій Борисович
- капітан Вікторов, Микола Никифорович
- лейтенант Вікторов, Сергій Миколайович
- Молодший командир Войткевич, Федір Іванович
- старший лейтенант Вус, Василь Никифорович
- капітан Глєбов, Петро Андрійович
- Глібович, Олександр Йосипович
- лейтенант Голубєв, Володимир Васильович
- Політрук Груничов, Василь Степанович
- лейтенант Гуренков, Федір Іванович
- старший лейтенант Гусєв, Іван Петрович
- лейтенант Демід, Федір Федорович
- батальйонний комісар Денисов, Степан Михайлович]
- червоноармієць Добринін, Павло Георгійович
- Воєнлікар 2-го рангу Дроздов, Дмитро Іванович
- старший політрук Дубінов, Іван Олександрович
- майор Єгоров, Сергій Олексійович (майор) Єгоров, Сергій Олексійович]
- молодший лейтенант Ємельянов, Микола Андрійович
- капітан Зайцев, Микола Сергійович
- молодший командир Зураєв, Пусім Майрамович
- молодший командир Іванов, Анатолій Лаврентійович
- Молодший командир Івашкін, Іван Петрович
- лейтенант Ігнатьєв, Костянтин Михайлович
- червоноармієць Ігошев, Микола Павлович
- лейтенант Ірхін, Інокентій Ніканорович
- заступник політрука Істратов, Олександр Максимович
- молодший лейтенант Кабаков, Володимир Григорович
- лейтенант Казначєєв, Сергій Іванович
- молодший лейтенант Калашніков, Іван Інокентійович
- молодший командир Каленик, Сидор Євтихійович
- молодший командир Калінін, Петро Ілліч
- червоноармієць Калініченко, Іван Федорович
- Молодший командир Капустін, Федір Олексійович
- червоноармієць Кілін, Олександр Іванович
- Молодший командир Кічкирюк, Микола Григорович
- політрук Комаристів, Яків Іванович
- лейтенант Комаров, Борис Йосипович
- лейтенант Комоса, Анатолій Савельєвіч
- заступник політрука Консков, Григорій Володимирович
- старший лейтенант Кореняко, Євген Васильович
- Молодший командир Королюк, Семен Олександрович
- молодший командир Косенко, Степан Лукич
- лейтенант Костенко, Дмитро Андрійович
- молодший лейтенант Костько, Олександр Павлович
- молодший політрук Кочетов, Микола Миколайович
- Молодший політрук Кубишев, Кірсан Максимович
- старший лейтенант Курбатов, Яків Архипович
- батальйонний комісар Куропаткін, Георгій Олексійович
- червоноармієць Лавренко, Михайло Антонович
- лейтенант Лаврентьєв, Михайло Степанович
- молодший політрук Лебедєв, Микола Олексійович
- молодший командир Лементьєв, Михайло Інокентійович
- старший лейтенант Лозоренко, Федір Адамович
- старший лейтенант Лук'янов, Олександр Миколайович
- червоноармієць Лямзін, Іван Іванович
- Воєнтехнік 1-го рангу Ляхов, Іван Анісімович
- Молодший командир Малявка, Ілля Трохимович
- Молодший командир Мітін, Прокофій Григорович
- старший лейтенант Муравйов, Сергій Сергійович
- Молодший командир Марковцев, Василь Єгорович
- Політрук Матвєєв, Микола Павлович
- Політрук Медведєв, Василь Федорович
- капітан Муравко, Михайло Федорович
- лейтенант Надудкін, Модест Семенович
- політрук Нікітченко, Петро Леонтійович
- капітан Нікулін, Василь Микитович
- молодший командир Новіков, Олександр Полікарпович
- Молодший політрук Озеров, Петро Петрович
- Молодший командир Орлов, Василь Олександрович
- молодший лейтенант Панін, Михайло Миколайович
- Молодший командир Панкратов, Михайло Васильович
- лейтенант Палітурників, Михайло Ілліч
- лейтенант Петренко, Іван Іванович
- Молодший командир Печерських, Василь Миколайович
- Політрук Пєшков, Іван Іванович
- старший лейтенант Пилипенко, Пантелеймон Іванович
- Воєнлікар 2-го рангу Плінер, Аркадій Анісімович
- червоноармієць Погорєлов, Олександр Іванович
- молодший командир Поздєєв, Микола Андрійович
- капітан Полбін, Іван Семенович
- молодший командир Полієнко, Олександр Іванович
- старший лейтенант Попов, Ілля Іванович
- Молодший командир Поскряков, Іван Петрович
- військовий інженер 1-го рангу Прачик, Іван Андрійович
- молодший лейтенант Прядко, Андрій Миколайович
- молодший командир Пучков, Олександр Захарович
- червоноармієць П'янков, Григорій Іванович
- Молодший командир Рогачов, Степан Борисович
- заступник політрука Романов, Георгій Миколайович
- старший лейтенант Ротовський, Микола Прокопович
- старший лейтенант Рубінов, Михайло Михайлович
- Молодший командир Рязанов, Петро Васильович
- політрук Сарвілін, Гаврило Андрійович
- червоноармієць Самотягін, Петро Петрович
- Молодший командир Сафронов, Анатолій Федорович
- червоноармієць Свистунов, Іван Петрович
- червоноармієць Семеновичів, Григорій Леонтійович
- молодший командир Семибратів, Павло Сергійович
- Політрук Сердюков, Іван Прокопович
- Молодший командир Сівцов, Андрій Григорович
- майор Скворцов, Борисе Михайловичу
- молодший лейтенант Скворцов, Василь Дмитрович
- червоноармієць Слизко, Петро Дмитрович
- майор Слуцков, Олексій Дмитрович
- молодший лейтенант Смирнов, Олександр Іванович
- капітан Смирнов, Віктор Сергійович
- майор Соколов, Володимир Ілліч
- червоноармієць Соколов, Микола Семенович
- лейтенант Солнцев, Павло Васильович
- батальйонний комісар Сосунов, Микола Семенович
- Політрук Срослов, Костянтин Федорович
- майор Судак, Ілля Абрамович
- лейтенант Сучков, Олександр Степанович
- Молодший командир Сушко, Микола Йосипович
- старший лейтенант Сисоєв, Андрій Петрович
- червоноармієць Титов, Іван Кузьмич
- Молодший лейтенант Тихонов, Григорій Павлович
- старший лейтенант Ткачов, Віктор Михайлович
- червоноармієць Торшилов, Олексій Васильович
- лейтенант Трифоненко, Володимир Володимирович
- старший лейтенант Трошин, Микола Васильович
- батальйонний комісар Туласов, Степан Федорович
- червоноармієць Тягун, Сергій Лук'янович
- лейтенант Уваров, Олександр Георгійович
- старший лейтенант Ульянов, Олексій Павлович
- капітан Фомін, Михайло Йосипович
- старший лейтенант Халілов, Андрій Канійович
- червоноармієць Хохлов, Олексій Митрофанович
- старший лейтенант Худенко, Яків Іванович
- лейтенант Цацулін, Іван Тимофійович
- молодший лейтенант Цолін, Борис Миколайович
- червоноармієць Чернов, Антон Семенович
- молодший командир Черновський, Давид Никонович
- лейтенант Чернишов, Анатолій Васильович
- Молодший командир Шабаров, Василь Максимович
- старший лейтенант Шабашов, Григорій Сафронович
- Воєнлікар 3-го рангу Шрайберг, Михайло Ізраїлевич
- батальйонний комісар Щелчков, Іван Васильович
- молодший лейтенант Щербак, Олександр Давидович
- майор державної безпеки Іванов, Іван Олексійович
- сержант державної безпеки Саванков, Геннадій Нікандрович

## Вересень

### 10 вересня
- Про нагородження працівників спеціальних будівництв

- За «відмінне та дострокове виконання урядового завдання з будівництва особливих об'єктів промисловості» нагороджений  :

- Орлов, Георгій Михайлович

### 16 вересня
- Про нагородження організаторів, будівельників та оформлювачів Всесоюзної Сільськогосподарської Виставки

- "У зв'язку з успішним закінченням робіт з будівництва Всесоюзної Сільськогосподарської Виставки" нагороджені  :

- Ахметьєв, Володимир Петрович — головний художник Головного павільйону
- Бенедиктов, Іван Олександрович — голова Виставкового Комітету
- Бочкарьов, Михайло Павлович - парторг ЦК ВКП(б)
- Давидов, Олександр Григорович - начальник першої будівельної ділянки
- Курдіані, Арчил Григорович — архітектор павільйону Грузинської РСР
- Меркуров, Сергій Дмитрович — скульптор
- Назаревський, Сергій Іванович — директор павільйону «Садівництво»
- Свинарев, Карп Никифорович - бригадир теслярів першої будівельної ділянки
- Тимченко, Федір Степанович - бригадир слюсарів механічної майстерні
- Чернишев, Сергій Єгорович — головний архітектор
- Яковлєв, Василь Миколайович — головний художник

## Жовтень

### 11 жовтня
- Про нагородження академіка Комарова В. Л.

- За «видатну наукову та громадську діяльність» і у зв'язку з 70-річчям від дня народження нагороджений  :

- президент Академії наук СРСР, академік Комаров, Володимир Леонтійович

### 17 жовтня
- Про нагородження передовиків сільського господарства Таджицької РСР

- За «видатні успіхи в сільському господарстві Таджицької РСР і особливо за перевиконання плану з бавовни» нагороджені  :

- Ашуров, Нигмат — второй секретарь ЦК КП(б) Таджикистана
- Бабаяров, Алимурат — председатель колхоза им. Ленина Кокташского района
- Бекенов, Тулеган — старший чабан колхоза им. 8-го Марта Октябрьского района
- Исаев, Таджитдин — третий секретарь ЦК КП(б) Таджикистана
- Каримов, Пошо — чабан колхоза «Кзыл-Юлдуз» Ленинабадского района
- Касимова, Шарафат — колхозница колхоза «Янги-Турмыш», Орджонекидзеабадского района
- Курбанов, Мамадали — председатель Совнаркома Таджикской ССР
- Латипов, Абдухалик — звеньевой колхоза «Таджикистани Сурх» Кокташского района
- Мурзаева, Мура — колхозница колхоза им. Сталина
- Надирбаев, Она — председатель колхоза «Кзыл Аскар» Пролетарского района
- Норматов, Артык — тракторист Куркатской МТС Наусского района
- Осатова, Базар — колхозница колхоза «Гуянстан» Октябрьского района
- Протопопов, Дмитрий Захарович — первый секретарь ЦК КП(б) Таджикистана
- Сахибназаров, Юлдаш — председатель колхоза «Партизани Сурх» Кокташского района
- Ташматов, Абдулладжан — председатель колхоза «Стаханов» Рохатинского района
- Туллабаев, Атабабай — тракторист МТС Пролетарского района
- Хайдарова, Бибисара — бригадир колхоза «Караван-Сурх» Куйбышевского района
- Холматова, Артык Биби — колхозница колхоза им. Гаурат Регарского района
- Холматов, Гуль — бригадир колхоза «Саарват» Орджоникидзеабадского района
- Шагадаев, Мунавар — председатель Президиума Верховного Совета Таджикской ССР
- Юлдашев, Хамид — бригадир тракторной бригады Наусской МТС

## Листопад

### 4 листопада
- Про нагородження Вірменського Державного театру опери та балету ім. А. А. Спендіарова та Вірменської Державної філармонії

- За «видатні заслуги у розвитку театральної та музичної культури та вихованні національних художніх кадрів» нагороджений  :

- Вірменський Державний театр опери та балету ім. А. А. Спендіарова

- Про нагородження учасників декади вірменського мистецтва

- За «видатні заслуги у справі розвитку вірменського театрального та музичного мистецтва» нагороджені  :

- Данієлян, Айкануш Багдасарівна — артистка Державного театру опери та балету ім. А.А. Спендіарова, заслужена артистка Вірменської РСР
- Симонов, Рубен Миколайович — художній керівник декади вірменського мистецтва, народного артиста РРФСР.
- Тигранян, Арменак Тигранович — композитор, заслужений діяч мистецтва Вірменської та Грузинської РСР
- Хачатурян, Арам Ілліч — композитор, заслужений діяч мистецтва Вірменської РСР

### 17 листопада
- Про нагородження військових частин та з'єднань Червоної Армії орденами СРСР

- За «доблесть і мужність, виявлені особовим складом під час виконання бойових завдань Уряду» нагороджені  :

- 36-а мотострілецька дивізія
- 100-а швидкісна бомбардувальна авіаційна бригада
- 7-а мотобронебригада
- Особлива спеціальна танкова рота
- Окремий протитанковий артилерійський дивізіон 36-ї мотострілецької дивізії
- 24-й мотострілковий полк
- 175-й артилерійський полк

- О присвоении звания Героя Советского Союза начальствующему составу Рабоче-Крестьянской Красной Армии.

- За «зразкове виконання бойових завдань Уряду та виявлене при цьому геройство» нагороджено  :

- молодший командир Амінєв, Віктор Олексійович ★
- капітан Артамонов, Володимир Іванович
- капітан Борисенко, Григорій Якович
- старший лейтенант Босов, Олексій Петрович
- молодший командир Бронець, Іване Івановичу ★
- майор Бурмістрів, Михайло Федорович ★
- капітан Воєводін, Леоніде Михайловичу
- лейтенант Гриньов, Микола Васильович
- майор Грухін, Микола Федорович ★
- майор Данілов, Степан Павлович
- капітан Жердєв, Микола Прокопович
- капітан Зайцев, Олександр Андрійович
- капітан Єрмаков, Андрій Павлович ★
- капітан Ільченко, Микола Петрович
- старший лейтенант Кожухов, Василь Миколайович ★
- молодший лейтенант Козлов, Дмитро Федорович
- капітан Копцов, Василь Олексійович
- Політрук Котцов, Олександр Васильович
- лейтенант Красноюрченко, Іван Іванович
- полковник Куцевалов, Тимофій Федорович
- червоноармієць Лазарєв, Євген Кузьмич
- молодший командир Луговий, Василь Петрович
- капітан Лукін, Михайло Олексійович
- лейтенант Мороз Євген Євдокимович
- старший політрук Московський, Олександр Миколайович ★
- молодший лейтенант Мясников, Іван Степанович
- старший лейтенант Нога, Митрофан Петрович
- молодший командир Підновозний, Степан Трохимович ★
- молодший командир Попов, Микола Захарович ★
- лейтенант П'янков, Олександр Петрович
- майор Рибкін, Олександр Степанович
- батальйонний комісар Скопін, Павло Олексійович
- молодший командир Слободзян, Василь Семенович
- старший лейтенант Спіхов, Федір Якович
- майор Смирнов, Борис Олександрович
- Старший політрук Суворов, Олександр Іванович ★
- полковник Тьорьохін, Макар Фоміч
- молодший політрук Тихонов, Василь Іванович ★
- старший лейтенант Філатов, Василь Романович

- Про нагородження орденами та медалями СРСР начальницького складу, червоноармійців Робітничо-Селянської Червоної Армії та прикордонної охорони, членів сімей начскладу та працівників госпіталів.

- За «зразкове виконання бойових завдань Уряду та виявлену при цьому доблесть і мужність» нагороджені  :

- лейтенант Агапов, Петро Єрофійович
- полковник Олексієнко, Ілля Прокопович
- капітан Андрєєв, Веніамін Іванович
- капітан Баєв, Матвій Степанович
- Політрук Баранов, Володимир Федорович
- червоноармієць Басов, Олексій Варламович
- червоноармієць Безбородов, Павло Тимофійович
- червоноармієць Білоносов, Іван Юхимович
- майор Бєляков, Яким Семенович
- молодший командир Брославський, Матвій Юхимович
- батальйонний комісар Бубнов, Павло Федорович
- старший лейтенант Букірєв, Олександр Ілліч
- старший лейтенант Биков, Андрій Євграфович
- капітан Бічук, Пилип Андрійович
- Воєнлікар 3-го рангу Борштенбіндер, Володимир Матвійович
- старший лейтенант Бриндін, Іван Іванович
- Воєнлікар 3-го рангу Васильєв, Леонід Миколайович
- лейтенант Васильєв, Федір Васильович
- капітан Вахтін, Юрія Борисович
- капітан Вікторов, Микола Никифорович
- лейтенант Вікторов, Сергій Миколайович
- молодший командир Войткевич, Федір Іванович
- старший лейтенант Вус, Василь Никифорович
- капітан Глєбов, Петро Андрійович
- Глібович, Олександр Йосипович
- лейтенант Голубєв, Володимир Васильович
- Політрук Груничов, Василь Степанович
- лейтенант Гуренков, Федір Іванович
- старший лейтенант Гусєв, Іван Петрович
- лейтенант Демид, Федір Федорович
- батальйонний комісар Денисов, Степан Михайлович]
- червоноармієць Добринін, Павло Георгійович
- Воєнлікар 2-го рангу Дроздов, Дмитро Іванович
- старший політрук Дубінов, Іван Олександрович
- майор Єгоров, Сергій Олексійович (майор) Єгоров, Сергій Олексійович]
- молодший лейтенант Ємельянов, Микола Андрійович
- капітан Зайцев, Микола Сергійович
- молодший командир Зураєв, Пусім Майрамович
- молодший командир Іванов, Анатолій Лаврентійович
- молодший командир Івашкін, Іван Петрович
- лейтенант Ігнатьєв, Костянтин Михайлович
- червоноармієць Ігошев, Микола Павлович
- лейтенант Ірхін, Інокентій Ніканорович
- заступник політрука Істратов, Олександр Максимович
- молодший лейтенант Кабаков, Володимир Григорович
- лейтенант Казначєєв, Сергій Іванович
- молодший лейтенант Калашніков, Іван Інокентійович
- молодший командир Каленик, Сидор Євтихійович
- молодший командир Калінін, Петро Ілліч
- червоноармієць Калініченко, Іван Федорович
- молодший командир Капустін, Федір Олексійович
- червоноармієць Кілін, Олександр Іванович
- молодший командир Кічкирюк, Микола Григорович
- Політрук Комаристів, Яків Іванович
- лейтенант Комаров, Борис Йосипович
- лейтенант Комоса, Анатолій Савельєвіч
- заступник політрука Консков, Григорій Володимирович
- старший лейтенант Кореняко, Євген Васильович
- молодший командир Королюк, Семен Олександрович
- молодший командир Косенко, Степан Лукіч
- лейтенант Костенко, Дмитро Андрійович
- молодший лейтенант Костько, Олександр Павлович
- молодший політрук Кочетов, Микола Миколайович
- молодший політрук Кубишев, Кірсан Максимович
- старший лейтенант Курбатов, Яків Архипович
- батальйонний комісар Куропаткін, Георгій Олексійович]
- червоноармієць Лавренко, Михайло Антонович
- лейтенант Лаврентьєв, Михайло Степанович
- молодший політрук Лебедєв, Микола Олексійович
- молодший командир Лементьєв, Михайло Інокентійович
- старший лейтенант Лозоренко, Федір Адамович
- старший лейтенант Лук'янов, Олександр Миколайович
- червоноармієць Лямзін, Іван Іванович
- Воєнтехнік 1-го рангу Ляхов, Іван Анісімович
- молодший командир Малявка, Ілля Трохимович
- молодший командир Мітін, Прокофій Григорович
- старший лейтенант Муравйов, Сергій Сергійович
- молодший командир Марковцев, Василь Єгорович
- Політрук Матвєєв, Микола Павлович
- Політрук Медведєв, Василь Федорович
- капітан Муравко, Михайло Федорович
- лейтенант Надудкін, Модест Семенович
- Політрук Нікітченко, Петро Леонтійович
- капітан Нікулін, Василь Микитович
- молодший командир Новіков, Олександр Полікарпович
- молодший політрук Озерів, Петро Петрович
- молодший командир Орлов, Василь Олександрович
- молодший лейтенант Панін, Михайло Миколайович
- молодший командир Панкратов, Михайло Васильович
- лейтенант Палітурників, Михайло Ілліч
- лейтенант Петренко, Іван Іванович
- молодший командир Печерських, Василь Миколайович
- Політрук Пєшков, Іван Іванович
- старший лейтенант Пилипенко, Пантелеймон Іванович
- Воєнлікар 2-го рангу Плінер, Аркадій Анісімович
- червоноармієць Погорєлов, Олександр Іванович
- молодший командир Поздєєв, Микола Андрійович
- капітан Полбін, Іван Семенович
- молодший командир Полієнко, Олександр Іванович
- старший лейтенант Попов, Ілля Іванович
- молодший командир Поскряков, Іван Петрович
- Воєнінженер 1-го рангу Прачик, Іван Андрійович
- молодший лейтенант Прядко, Андрій Миколайович
- молодший командир Пучков, Олександр Захарович
- червоноармієць П'янков, Григорій Іванович
- молодший командир Рогачов, Степан Борисович
- заступник політрука Романов, Георгій Миколайович
- старший лейтенант Ротовський, Микола Прокопович
- старший лейтенант Рубінов, Михайло Михайлович
- молодший командир Рязанов, Петро Васильович
- Політрук Сарвілін, Гаврило Андрійович
- червоноармієць Самотягін, Петро Петрович
- молодший командир Сафронов, Анатолій Федорович
- червоноармієць Свистунов, Іван Петрович
- червоноармієць Семеновичів, Григорій Леонтійович
- молодший командир Семибрати, Павло Сергійович
- Політрук Сердюков, Іван Прокопович
- молодший командир Сівцов, Андрій Григорович
- майор Скворцов, Борисе Михайловичу
- молодший лейтенант Скворцов, Василь Дмитрович
- червоноармієць Слизко, Петро Дмитрович
- майор Слуцков, Олексій Дмитрович
- молодший лейтенант Смирнов, Олександр Іванович
- капітан Смирнов, Віктор Сергійович
- майор Соколов, Володимир Ілліч
- червоноармієць Соколов, Микола Семенович
- лейтенант Солнцев, Павло Васильович
- батальйонний комісар [Сосунов, Микола Семенович]]
- Політрук Срослов, Костянтин Федорович
- майор Судак, Ілля Абрамович
- лейтенант Сучков, Олександр Степанович
- молодший командир Сушко, Микола Йосипович
- старший лейтенант Сисоєв, Андрій Петрович
- червоноармієць Титов, Іван Кузьмич
- молодший лейтенант Тихонов, Григорій Павлович
- старший лейтенант Ткачов, Віктор Михайлович
- червоноармієць Торшилов, Олексій Васильович
- лейтенант Трифоненко, Володимир Володимирович
- старший лейтенант Трошин, Микола Васильович
- батальйонний комісар Туласов, Степан Федорович
- червоноармієць Тягун, Сергій Лук'янович
- лейтенант Уваров, Олександр Георгійович
- старший лейтенант Ульянов, Олексій Павлович
- капітан Фомін, Михайло Йосипович
- старший лейтенант Халілов, Андрій Канієвич
- червоноармієць Хохлов, Олексій Митрофанович
- старший лейтенант Худенко, Яків Іванович
- лейтенант Цацулін, Іван Тимофійович
- молодший лейтенант Цолін, Борис Миколайович
- червоноармієць Чернов, Антон Семенович
- молодший командир Чернівський, Давид Никонович
- лейтенант Чернишов, Анатолій Васильович
- молодший командир Шабаров, Василь Максимович
- старший лейтенант Шабашов, Григорій Сафронович
- військлікар 3-го рангу Шрайберг, Михайло Ізраїлевич
- батальйонний комісар Щелчков, Іван Васильович
- молодший лейтенант Щербак, Олександр Давидович
- майор державної безпеки Іванов, Іван Олексійович
- Сержант державної безпеки Саванков, Геннадій Нікандрович

- Про нагородження кавалерійських дивізій 1-ї Кінної Армії

- В ознаменування 20-ї річниці організації 1-ї Кінної Армії, «за бойові заслуги прн захисті Радянського Союзу та за успіхи в бойовій та політичній підготовці» нагороджена  :

- 14-а кавалерійська дивізія імені Пархоменка

- Про нагородження Маршала Радянського Союзу тов. Будьонного С. М.

- У зв'язку з 20-річчям 1-ї Кінної Армії, за «виключні заслуги у справі організації 1-ї Кінної Армії» нагороджений  :

- Маршал Радянського Союзу Будьонний Семен Михайлович

- Про нагородження орденами СРСР Московського та Леніградського державних цирків

- За видатні заслуги у справі розвитку радянського циркового мистецтва та виховання кадрів радянських циркових артистів нагороджено  :

- Московський державний цирк

### 19 листопада
- Про нагородження артистів та працівників Головного Управління державних цирків

- За «видатні заслуги у справі розвитку радянського мистецтва», у зв'язку з 20-річчям радянського цирку нагороджено  :

1. Дуров-Шевченко Володимир Григорович - артист державних цирків
2. Ташкенбаєв Єгамберди – заслужений артист Узбецької РСР
3. Едер Борис Опанасович - заслужений артист РРФСР

### 23 листопада
- Про нагородження передовиків сільського господарства Туркменської РСР

- За «видатні успіхи у сільському господарстві та перевиконання планів основних сільськогосподарських робіт, особливо з бавовни та тваринництва» нагороджені  :

- Акмаєв Алі Хайрулович
- Байрам Кулі Халлі Кулі
- Балтаєв Базар
- Берди Мамед
- Бердієв Алла Берди
- Бердієв Яз Мухамед
- Вадюнін Петро Никифорович
- Єлманов Олександр Іванович
- Єрешева Огул Бегі
- Зуєв Микола Семенович
- Каменєв Іван Федорович
- Каралак Торе
- Кособоков Афанасій Андрійович
- Назаров Реби
- Овезов Баяр
- Перманов Курбан
- Таїро, Меред
- Худайбергенов Айтбай

## грудень

### 4 грудня
- Про нагородження працівників заводу «Червоне Сормово»

- У зв'язку з 90-річним ювілеєм з дня заснування заводу НКСП «Червоне Сормово» у м. Горькому, «за безперервну і багаторічну зразкову роботу на виробництві» нагороджені  :

1. Бояркін, Василь Іванович - бригадир цеху № 4
2. Боков, Михайло Григорович - майстер цеху № 1
3. Калмиков, Олександр Павлович – перший ініціатор стаханівського руху на заводі, майстер цеху № 24

### 20 грудня
- </img> Про присвоєння товаришу Йосипу Віссаріоновичу Сталіну звання Героя Соціалістичної Праці

- За виняткові заслуги у справі організації Більшовицької партії, створення Радянської держави, побудови соціалістичного суспільства в СРСР та зміцнення дружби між народами Радянського Союзу, нагороджений у день шістдесятиріччя  :

- Сталін Йосип Віссаріонович

### 23 грудня
- Про нагородження Узбецької Радянської Соціалістичної Республіки орденом Леніна

- В ознаменування 15-річчя з дня утворення Узбецької Радянської Соціалістичної Республіки та за видатні досягнення в галузі розвитку сільського господарства, особливо, бавовни» нагороджена  :

- Узбецька Радянська Соціалістична Республіка

- Про нагородження будівельників Великого Ферганського каналу імені тов. І. Ст. Сталіна

- За «видатні успіхи у справі будівництва найбільшої в Союзі РСР іригаційної споруди — Великого Ферганського каналу імені тов. І. В. Сталіна» нагороджені  :

- Азізов Сайфулла
- Аллаяров Абдумухтар
- Аманбаєв Ахмед
- Аскаров Абдулла
- Аскоченський Олександр Миколайович
- Бабаєв Хасан
- Байбабаев, Баймирза
- Вахабов Таджимат
- Дарвішев Сайдазім
- Дусматов Дунан
- Закіров Умурзак
- Заралов Абдурасул
- Західов Гамід
- Зупаров Мамадалі
- Ібрагімов Тулян
- Камалов Гіяс
- Камалов Сабір
- Камбаров Файзулла
- Кенджибаєв Камалетдін
- Коржавін Борис Дмитрович
- Курбанов Рахман
- Халдар Курбанов
- Курбатов, Сергій Михайлович
- Лєбєдєв Йосип Дмитрович
- Аріф Мадалієв
- Ібрагім Маллаєв
- Мусаєв Абдурахман
- Пославський Віктор Васильович
- Рахімов Назарбай *Сагдуллаєв Мамасалі *Сатибалдієв, Каїм *Клавдій Никанорович Синявський
- Тулаков Муйдін
- Турабаєв Іргаш
- Турдієв Рузамат
- Умурзаков Абдуладжан
- Усман Ходжаєв Бузрук-Ходжа
- Федодєєв Іван Федорович
- Хайдаров Паяз *Хакімов Рузалі
- Гамідов Іслам Гіреевич
- Юлдашев, Мірзакарім
- Юнусов Ташмат
- Юсупов Ібрагім

### 31 грудня
- Про нагородження орденом Леніна командарма 1-го рангу тов. Шапошникова Б. М.

- За успішну роботу з керівництва оперативною діяльністю Червоною Армією нагороджена  :

- Начальник Генерального штабу командарм 1-го рангу Шапошников, Борис Михайлович